# Cinta di Filippo Augusto

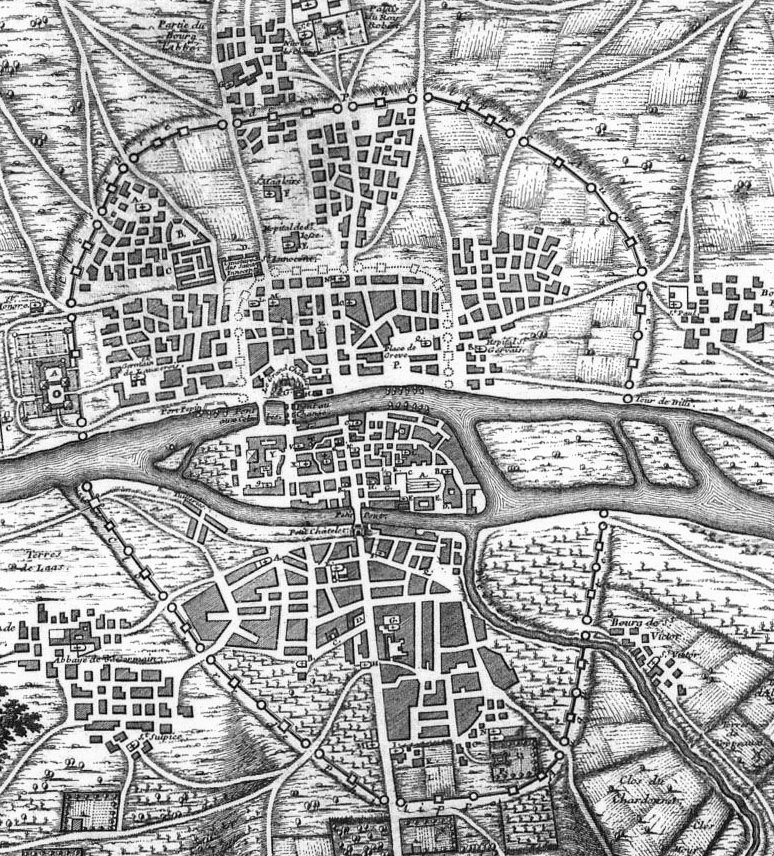
La cinta di Filippo Augusto nel 1223 secondo un'incisione pubblicata nel 1705.

La cinta di Filippo Augusto è un sistema di fortificazione urbana costruito a Parigi a partire dalla fine del XII secolo: è il più antico del quale si conoscano le tracce con precisione.
Molto parzialmente integrata nelle successive costruzioni, questa cinta ha lasciato più tracce della sua presenza che le fortificazioni successive, in particolare la cinta di Carlo V, la cinta di Luigi XIII, la cinta daziaria di Parigi e la cinta di Thiers, sostituite progressivamente dai boulevard nel XIX secolo.

## Storia
La costruzione della cinta muraria si colloca nel contesto delle lotte tra Filippo Augusto e la dinastia inglese dei Plantageneti.
Con lo scopo di premunire Parigi da eventuali attacchi, in particolare quelli provenienti da nord e da ovest, il re di Francia, prima di partire per la terza crociata, ordinò la costruzione di una muraglia in pietra per proteggere la capitale in sua assenza.
Non si trattava che di una semplice muraglia, fiancheggiata da torri e le discariche di Parigi erano site in prossimità.

### Costruzione

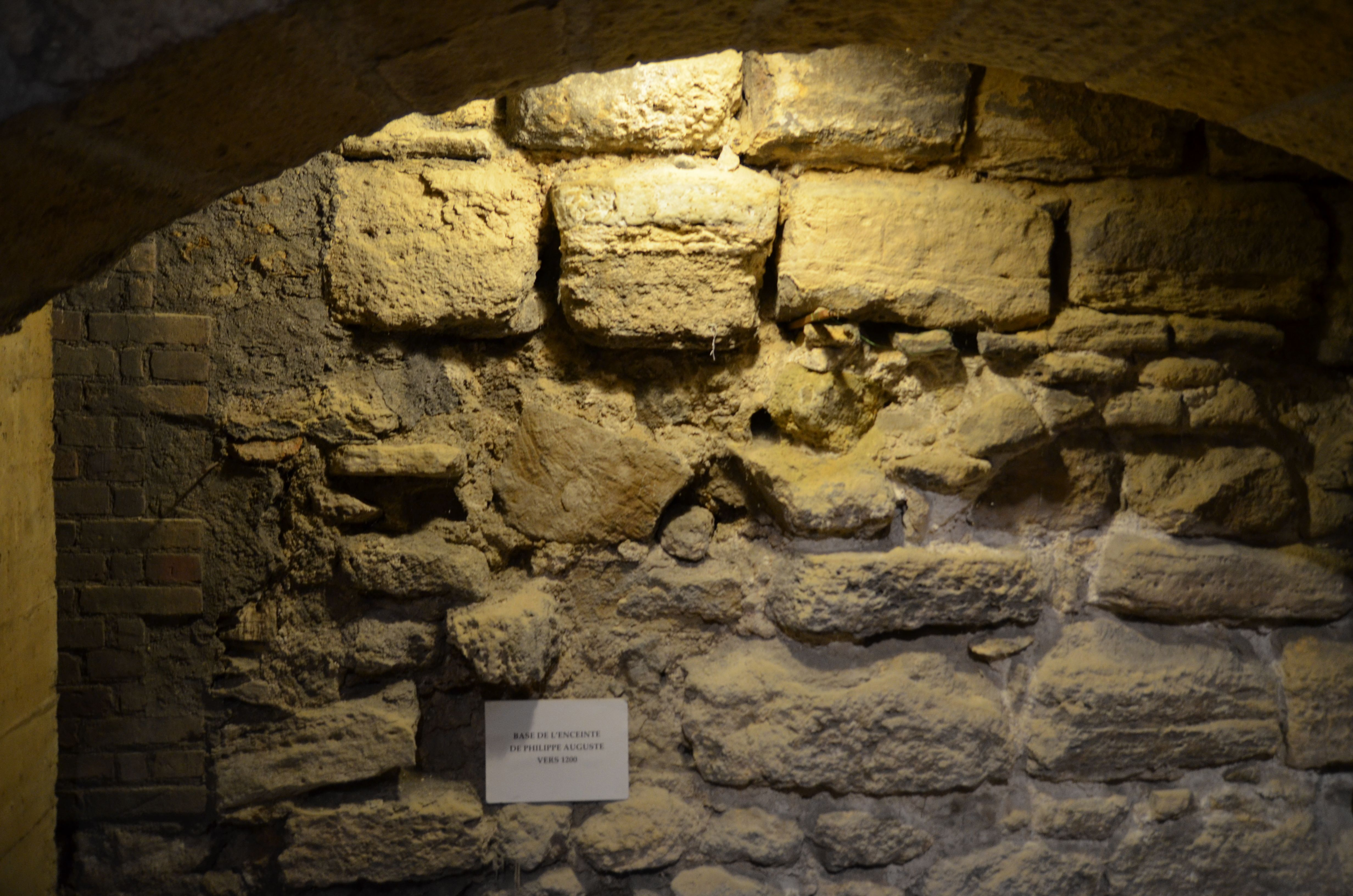
Base della cinta, nelle cantine della torre di Giovanni Senza Paura.

La riva destra della Senna fu fortificata per prima tra il 1190 e il 1209, la riva sinistra tra il 1200 e il 1215. Il ritardo con cui fu iniziata la fortificazione della riva sinistra ha avuto motivi strategici: trovandosi allora il ducato di Normandia nelle mani dei Plantageneti, si prevedeva che un attacco sarebbe avvenuto più probabilmente da nord-ovest. Filippo Augusto decise la costruzione della fortezza del Castello del Louvre (che sarà in futuro distrutto per collocarvi il Palazzo del Louvre che ospiterà l'omonimo museo) con lo scopo di rafforzare la difesa della città di fronte a un attacco dalla Senna. Essendo allora la riva sinistra meno urbanizzata e meno esposta, la sua fortificazione fu giudicata meno prioritaria.
La cinta di Filippo Augusto racchiudeva uno spazio di 253 ha, era lunga 2500 metri sulla riva sinistra e di 2600 su quella destra.
Dalle stime di uno studio su documenti dell'epoca, la costruzione costò poco più di 14000 lire di Parigi, su circa 20 anni che durò la sua erezione. Questa somma rappresenta circa il 12% delle entrate annue del re verso il 1200.

### Evoluzione

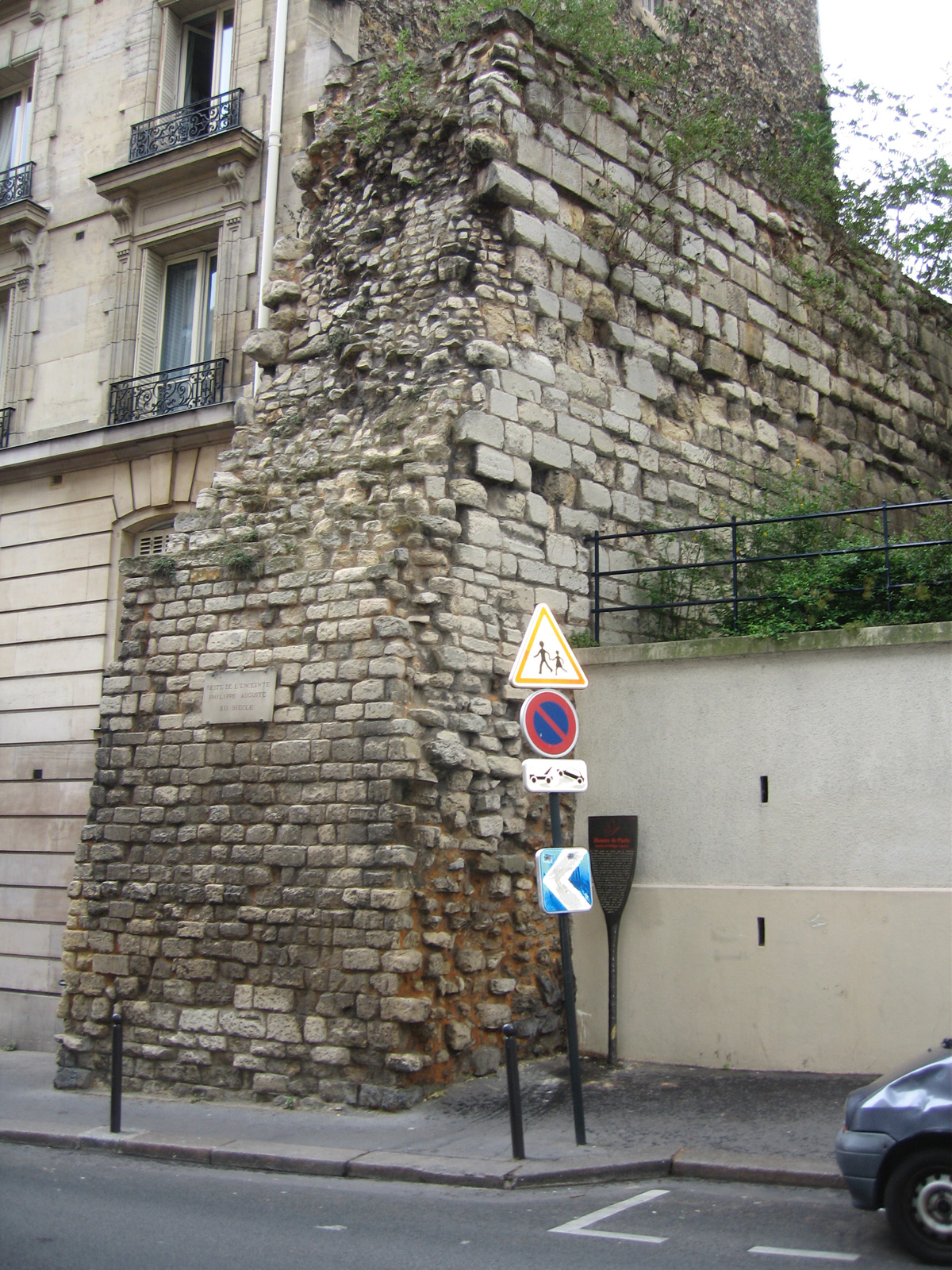
Porzione di cortina salvaguardata rue Clovis.

Nonostante che la costruzione nel XIV secolo della cinta di Carlo V abbia inglobato quella di Filippo Augusto, quest'ultima non fu demolita. Nel 1434 essa era ancora considerata «moult fors et espes que on y menroit bien une charrette dessus» (così solida e spessa che una carretta ci poteva passare sopra).
Tuttavia la cinta di Carlo V non riguardava che la riva destra. La riva sinistra, sempre molto meno popolata, dovette accontentarsi della vecchia cinta di Filippo Augusto fino al XVI secolo. Fu tuttavia necessario adattare il muro alle nuove tecniche di assedio. Queste modifiche consistettero in:
- lo scavo di un largo fossato davanti al muro e l'utilizzo del suo materiale di sterro dietro il muro per rinforzarlo
- lo scavo di un fossato posteriore che funzionava con quello principale in certe sezioni del muro
- l'inondazione di parti site allo stesso livello della Senna. L'acqua delle piene veniva mantenuta nei fossati con l'aiuto di chiuse situate a livello degli argini del fiume
- la soppressione dei merli delle torri sostituiti da un tetto conico
- il rinforzo delle porte con l'erezione di un barbacane dotato di una saracinesca, un ponte fisso e di un ponte levatoio
- lungo certe parti del muro, fu costruito un cammino di ronda a lato della città per facilitare il movimento dei pezzi di artiglieria.

### Scomparsa
Sulla riva destra Francesco I fece demolire nel 1533 le porte e autorizzò la locazione dei terreni della cinta senza per altro autorizzarne la demolizione. Nella seconda metà del XVI secolo questi terreni furono venduti a privati causando spesso lo smantellamento di ampie parti di muro. Il muro sulla riva sinistra seguì la medesima sorte sotto Enrico IV: nel 1590 si preferì scavare fossati al di là dei faubourg della città piuttosto che rimodernare a nuovo la cinta.
I fossati in prossimità della Senna servivano da fogna a cielo aperto, dando problemi di salubrità, per cui si decise di sostituirli con gallerie ricoperte prima del loro riempimento. Le ultime porte rimaste, inadatte a un traffico sempre crescente senza sosta, furono demolite negli anni 1680 in modo che la cinta divenne totalmente invisibile.

## Tracciato

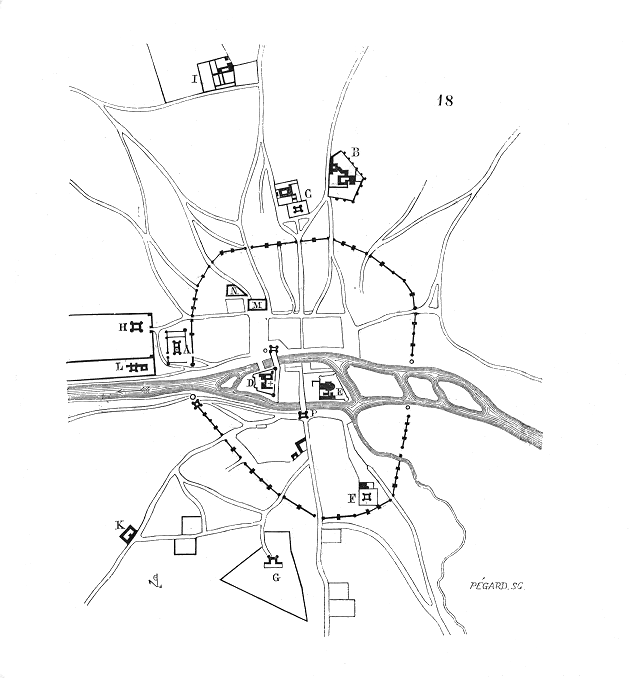
Pianta di Parigi nel XIV secolo, di Eugène Viollet-le-Duc, 1856.

Questa nuova cinta, che era quasi rotonda e della quale la città era il centro, conteneva 739 arpenti e racchiudeva in Parigi numerosi borghi (bourgs) che si erano formati.
Al nord:
- beau Bourg;
- bourg Tiboust;
- bourg Saint-Germain-l'Auxerrois;
- una parte del bourg-l'Abbé.

Al sud:
- bourg Sainte-Geneviève.

Entro questa cinta furono parimenti rinchiusi spazi di terreno notevoli, che non erano ancora del tutto ricoperti da fabbricati a metà del secolo successivo, sotto il regno di San Luigi.
La cinta di Filippo Augusto attraversava gli attuali I, IV, V e VI arrondissement di Parigi.

### Riva destra
Sulla riva destra, a parte il piccolo troncone di rue des Jardins-Saint-Paul, le sue tracce sono sparite del tutto. Il muro aveva inizio a nord, sulla riva a valle della Senna, alla tour du coin (torre d'angolo) sita fra il pont des Arts e la colonnata del Louvre; là vi era la porte du Louvre. Esso lasciava successivamente il Louvre al di fuori e passava tra la rue de l'Oratoire e la Rue du Coq, fino alla porte Saint-Honoré, che era situata pressappoco nel luogo della chiesa protestante dell'Oratoire. Esso proseguiva tra la rue de Grenelle-Saint-Honoré e la rue d'Orléans-au-Marais, attraversava la rue de Viarmes a ovest della halle au blé fino alla porte Coquillière.
 Si dirigeva quindi tra la rue du Jour e la rue Jean-Jacques-Rousseau fino alla porte Montmartre, ove passava poi per il "cul-de-sac de la Bouteille", dove fu poi eretta una falsa porta chiamata "porta della contessa d'Artois". Proseguiva quindi tra la rue Mauconseil, la rue pavée e la rue du Petit-Lion per arrivare al vicolo cieco della Porte-aux-Peintres, ove si trovava la porte Saint-Denis (chiamata anche "porte des Peintres").
Continuava quindi nella medesima direzione tagliando la rue Bourg-l'Abbé, dove si trovava una piccola porta, e giungeva alla rue Saint-Martin, di fronte alla rue du Grenier-Saint-Lazare dove si trovava la porte Saint-Martin. Il muro correva quindi lungo la rue du Grenier-Saint-Lazare e attraversava la rue Beaubourg, dove si trovava una falsa porta, la "porte Beaubourg" (detta anche "porte Nicolas-Ideron"). Correva quindi lungo la rue Michel-le-Comte per giungere alla rue Sainte-Avoie di fronte all'hôtel de Mesmes, dove si trovava la porte Sainte-Avoie. Il muro passava quindi rue du Chaume, di fronte ai Padri della Mercede, dove vi era una nuova falsa porta detta "porte du Chaume", che formava un angolo. Di qui passava ove si trova la chiesa di Notre-Dame-des-Blancs-Manteaux fino alla rue Vieille-du-Temple, dove si trovava la "porte Barbette".
Il muro correva quindi tra la rue des Rosiers e la rue des Francs-Bourgeois e giungeva in linea retta alla rue Saint-Antoine, di fronte alla chiesa di Saint-Paul-Saint-Louis, dove si trovava la porte Saint-Antoine (detta anche "porte Baudet" o "porte Baudoyer"). Esso attraversava il liceo Charlemagne, la rue de Jouy, il convento delle figlie dell'Ave Maria per poi giungere alla rue des Barrés e alla porte des Barrés, nota anche come "porte des Béguines", per finire sulla riva della Senna presso la tour Barbeau.

### Riva sinistra
Sulla riva sinistra si possono dedurre le tracce su quelle vie che seguivano il muro dal lato esterno. Vi erano otto porte e il muro iniziava dall'altra sponda della Senna, di fronte alla torre Barbeau, con la torre Saint-Bernard posta un poco più a monte del pont de la Tournelle.
Benché di dimensioni notevoli, questa torre era detta tournelle des Bernardins. In prossimità si trovava la porte Saint-Bernard (detta anche porte de la Tournelle). Il muro seguiva all'interno la direzione di rue des Fossés-Saint-Bernard, rue des Fossés-Saint-Victor, la porte Saint-Victor poi, attraverso la rue Thouin, la porte Saint-Marcel, la rue de la Veille-Estrapade, la porte Saint-Jacques, la rue des Fossés-Saint-Jacques, la rue Saint-Hyacinthe-Saint-Michel, la porte Saint-Michel (detta anche porte d'Enfer o porte de Fer), le rue des Francs-Bourgeois-Saint-Marcel, rue Monsieur-le-Prince, la porte Saint-Germain, la rue des Fossés-Saint-Germain-des-Prés, la porte de Buci, la rue Mazarine e finiva sulla riva della Senna, alla porta e la tour de Nesle, situata a livello dell'Institut de France, quai de Conti.

## Il muro
Il bastione misurava da sei a otto metri di altezza, nove se si conta anche il parapetto, per uno spessore di tre metri alla base. Composto di due pareti murali di media apparecchiatura tra le quali erano state introdotte pietre e malta per rinforzarle, il muro aveva un cammino di ronda di circa due metri e delle merlature. Vi si accedeva tramite scale addossate al muro o quelle delle porte.

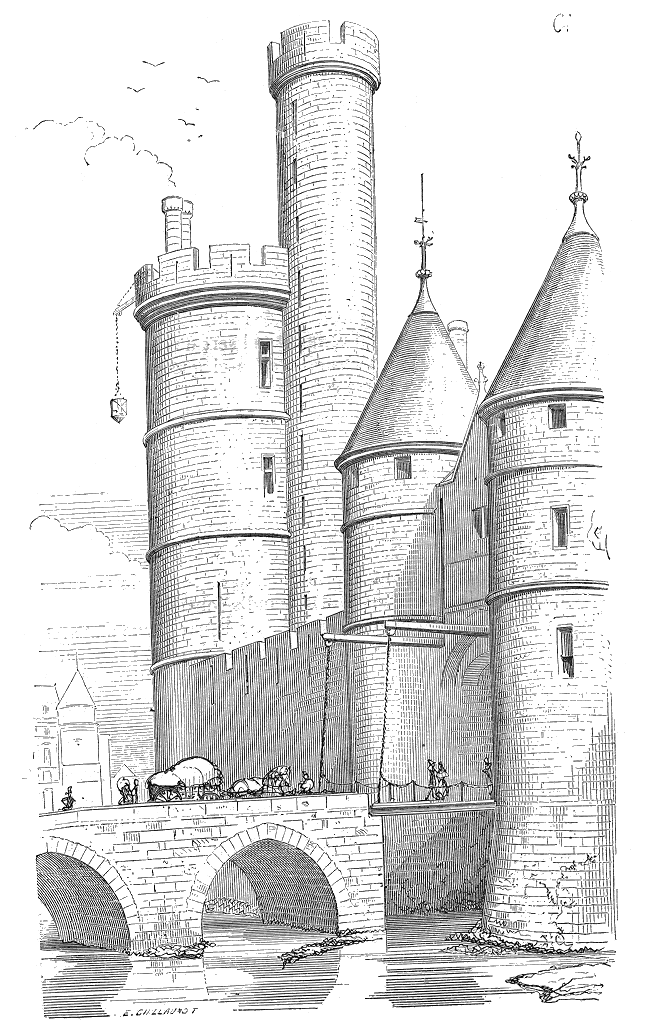
Rappresentazione del 1856 della tour de Nesle secondo Eugène Viollet-le-Duc.

## Le torri

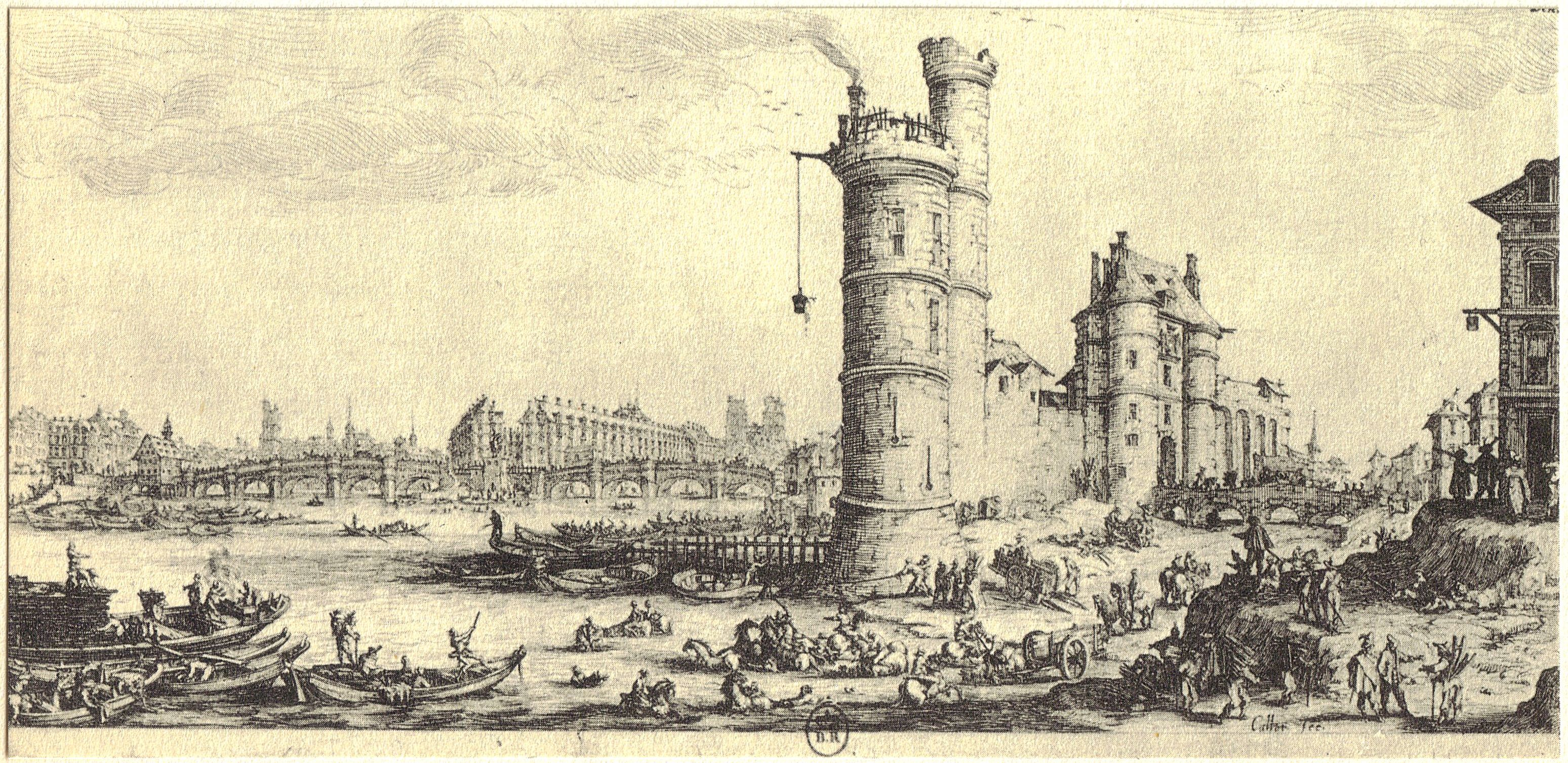
La torre di Nesle e il pont-Neuf di Jacques Callot.

Il muro era affiancato da 77 torri semicilindriche (che non sporgevano verso l'interno e che erano integrate alla cortina) ogni 60 m (39 sulla riva destra, 38 su quella sinistra). Esse avevano un diametro di 6 metri circa, inclusi i muri dello spessore di un metro. La loro altezza raggiungeva una quindicina di metri. La loro base aveva una volta ma i piani superiori pare avessero avuto un pavimento fatto di assi.
Quattro forti torri alte 25 metri con 10 di diametro, situate al congiungimento della cinta con la Senna permettevano di controllare la navigazione fluviale. Robuste catene venivano tese fra queste torri allo scopo di bloccare ogni accesso per via d'acqua in caso di disordini.
Ad ovest si trovava:
- la Tour du coin, riva destra, molto vicino al Louvre (quai François-Mitterrand) ;
- la Tour de Nesle, riva sinistra (quai de Conti).

Ad est:
- la Tour Barbeau, riva destra (quai des Célestins) ;
- la Tournelle, riva sinistra (quai de la Tournelle).

## Porte
Con l'erezione della cinta muraria, 11 porte principali furono sistemate. Quattro altre porte principali come numerose postierle vi si aggiunsero per far fronte alla crescita della città.
Le porte principali erano fiancheggiate da torri costruite a scarpa di 15 metri di altezza e 8 di diametro. Esse inquadravano un passaggio a volta o a cielo aperto coperte di pignoni e di saracinesche. La porta ogivale era bloccata da due battenti in legno.
Le postierle non erano in genere che semplici aperture attraverso il muro, generalmente murate in caso di minaccia (come le porte meno frequentate o difficili da difendere. Tuttavia alcune di esse erano dotate di un dispositivo di difesa.

### Porte della riva sinistra
All'origine, la riva sinistra non possedeva che cinque porte che aprivano la città sugli assi principali che raggiungevano la Parigi di quei tempi:
- la porte Saint-Germain, rinominata porte de Buci[4][5] nel 1352 (rue Saint-André-des-Arts, nei pressi della rue Dauphine); in effetti pare ci siano state, almeno nel 1550, contemporaneamente due porte, se si deve credere alla pianta di Truschet e Hoyau.

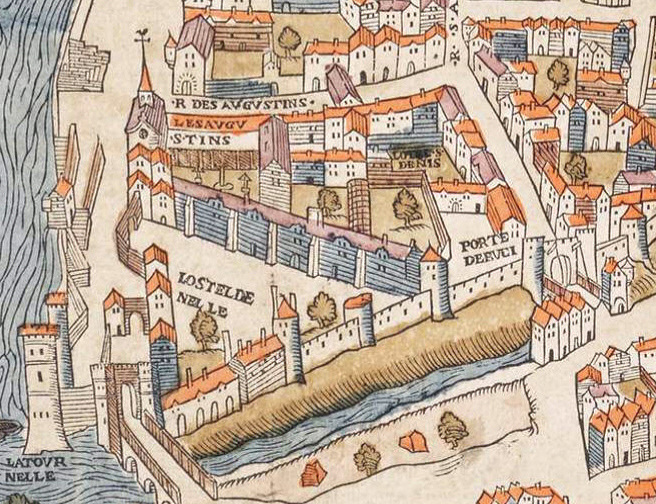
di Buci sulla pianta di Truschet e Hoyau (1550).
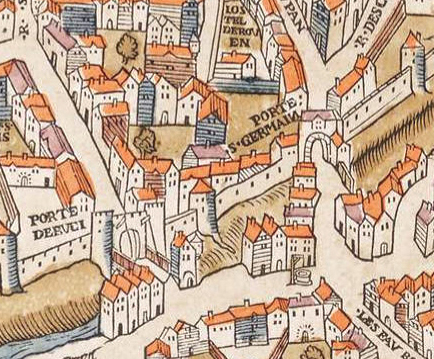
Porte Saint-Germain vicino alla porte de Buci.
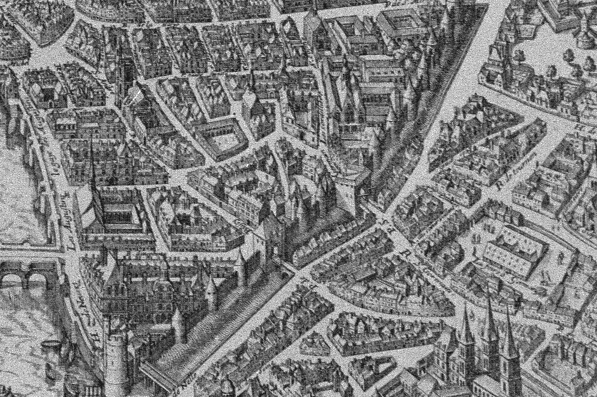
Dettaglio della pianta di Mérian nel 1615, che mostra la tour de Nesle, il muro, la porte de Buci come l'abbazia di Saint-Germain-des-Prés.

- la porte Gibard o "porte d'Enfer", o "porte Saint-Michel" (all'angolo del boulevard Saint-Michel e della rue Monsieur-le-Prince) ;

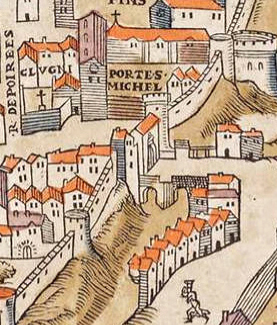
La porte Saint-Michel sulla "Pianta di Truschet e Hoyau" (1550).
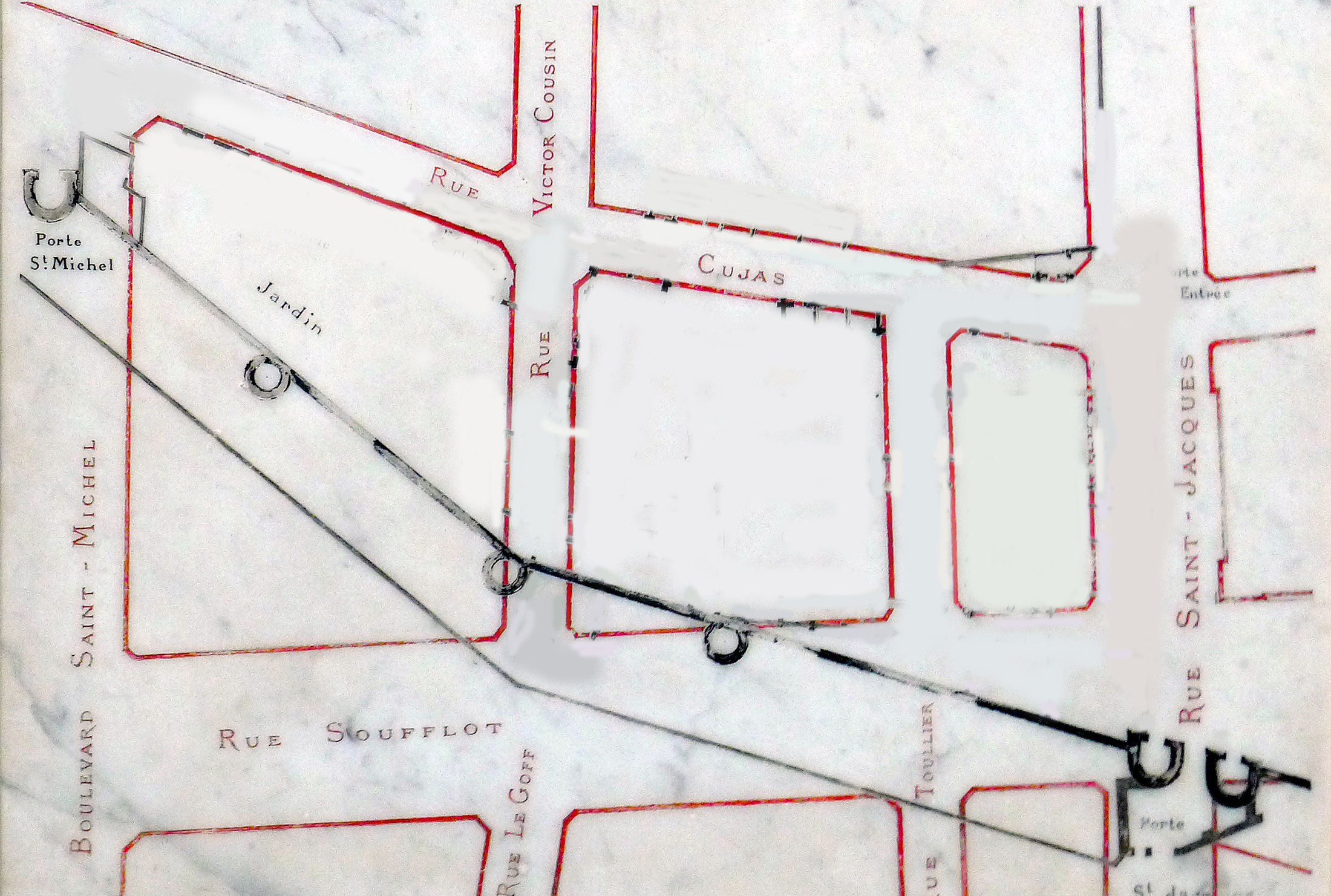
Le tracce della cinta di Filippo Augusto (in nero) tra le porte Saint-Michel e Saint-Jacques in rapporto alla viabilità attuale (in rosso).

- la porte Saint-Jacques (rue Saint-Jacques verso sud (Chartres, Orléans), all'anglo della rue Soufflot) ;

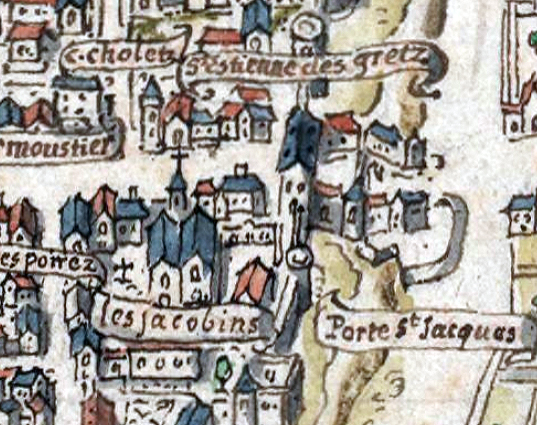
La "porte Saint-Jacques" sul Plan de la Tapisserie (1540).
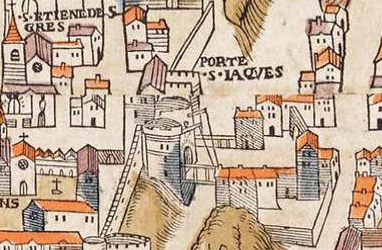
La "porte Saint-Jacques" sulla "pianta di Truschet e Hoyau" (1550).
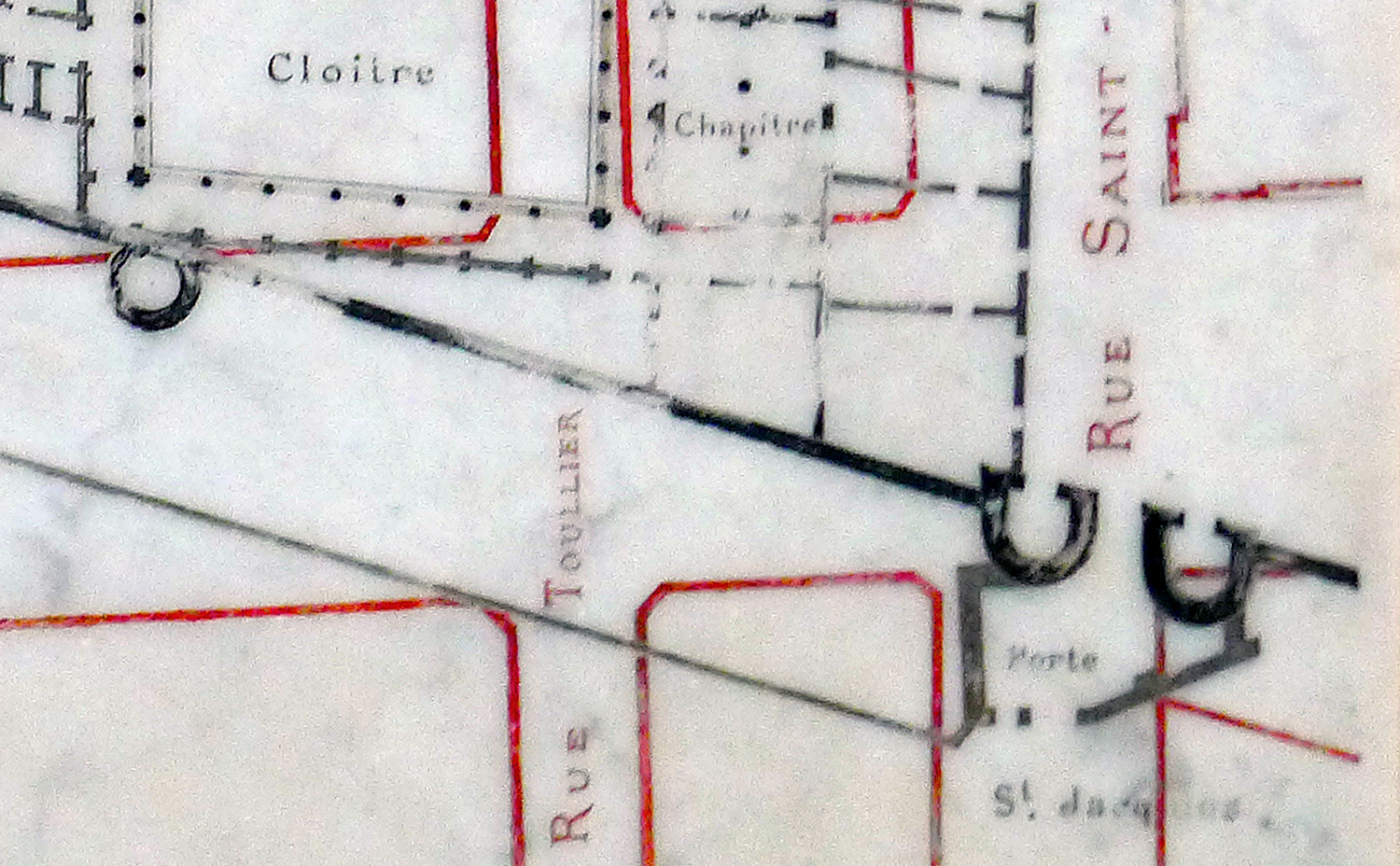
Posizione della porta (in nero) in rapporto alla viabilità attuale (in rosso).

- la porte Bordet o "porte Bordelle" (o" Bordelles"), o "porte Saint-Marcel" (numeri 47 e 50 rue Descartes, presso la rue Thouin[6]) ;

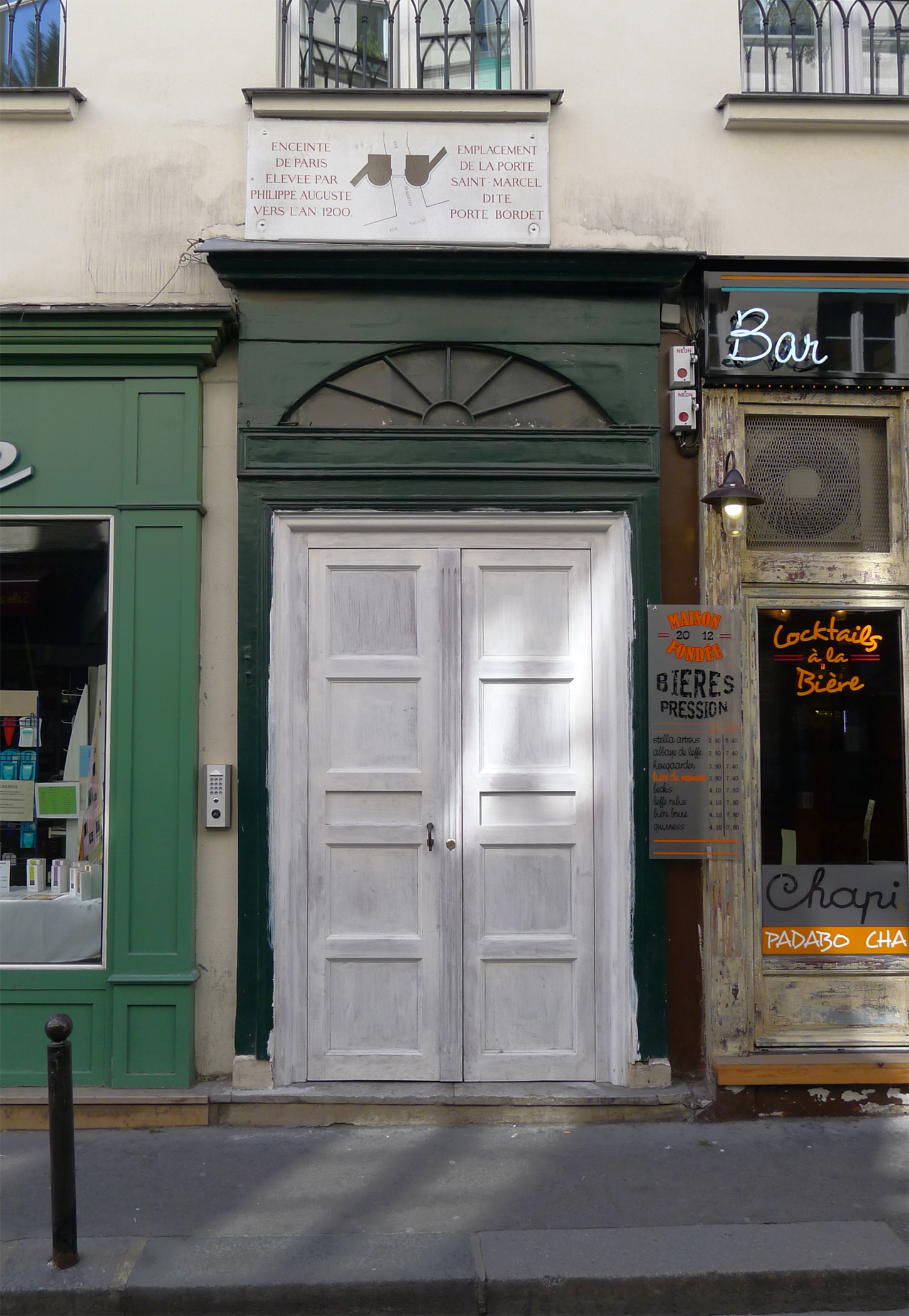
Il nº 50 della rue Descartes.
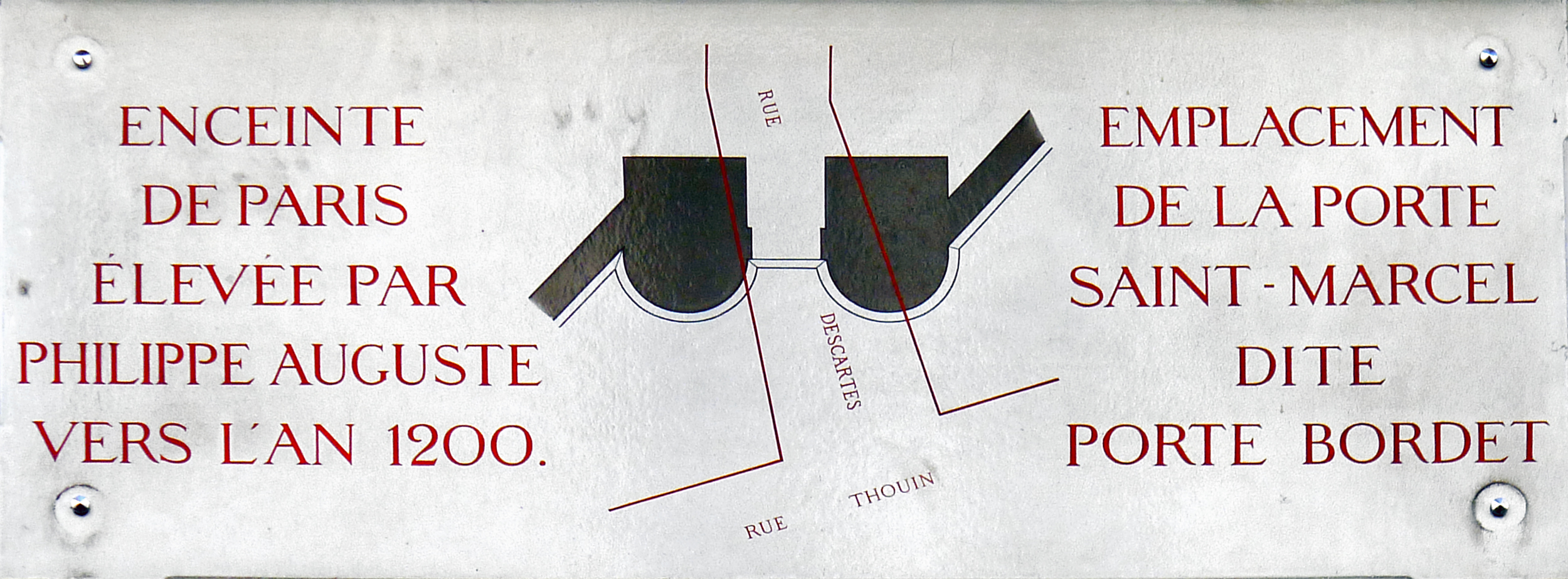
Lapide che ricorda la pianta e la posizione di quest'antica porta.
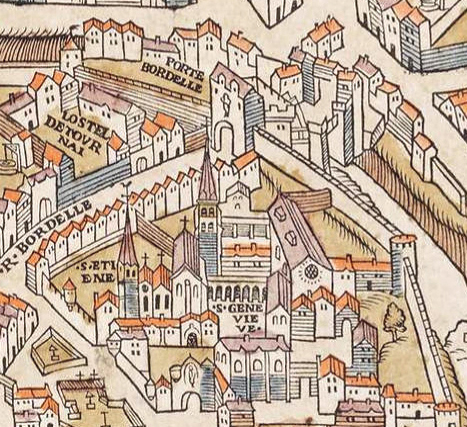
La porte Bordelle sulla pianta di Truschet e Hoyau (1550).

- la porte Saint-Victor verso est (numero 2, rue des Écoles, vicino alla rue du Cardinal-Lemoine); vestigia della cinta erano ancora visibili alla fine degli anni 1970, all'angolo delle due vie all'indirizzo stesso ove si trova ormai un ufficio postale. Le vestigia dell'arco permettono l'attraversamento della Bièvre esistente nel sottosuolo dell'ufficio[7].

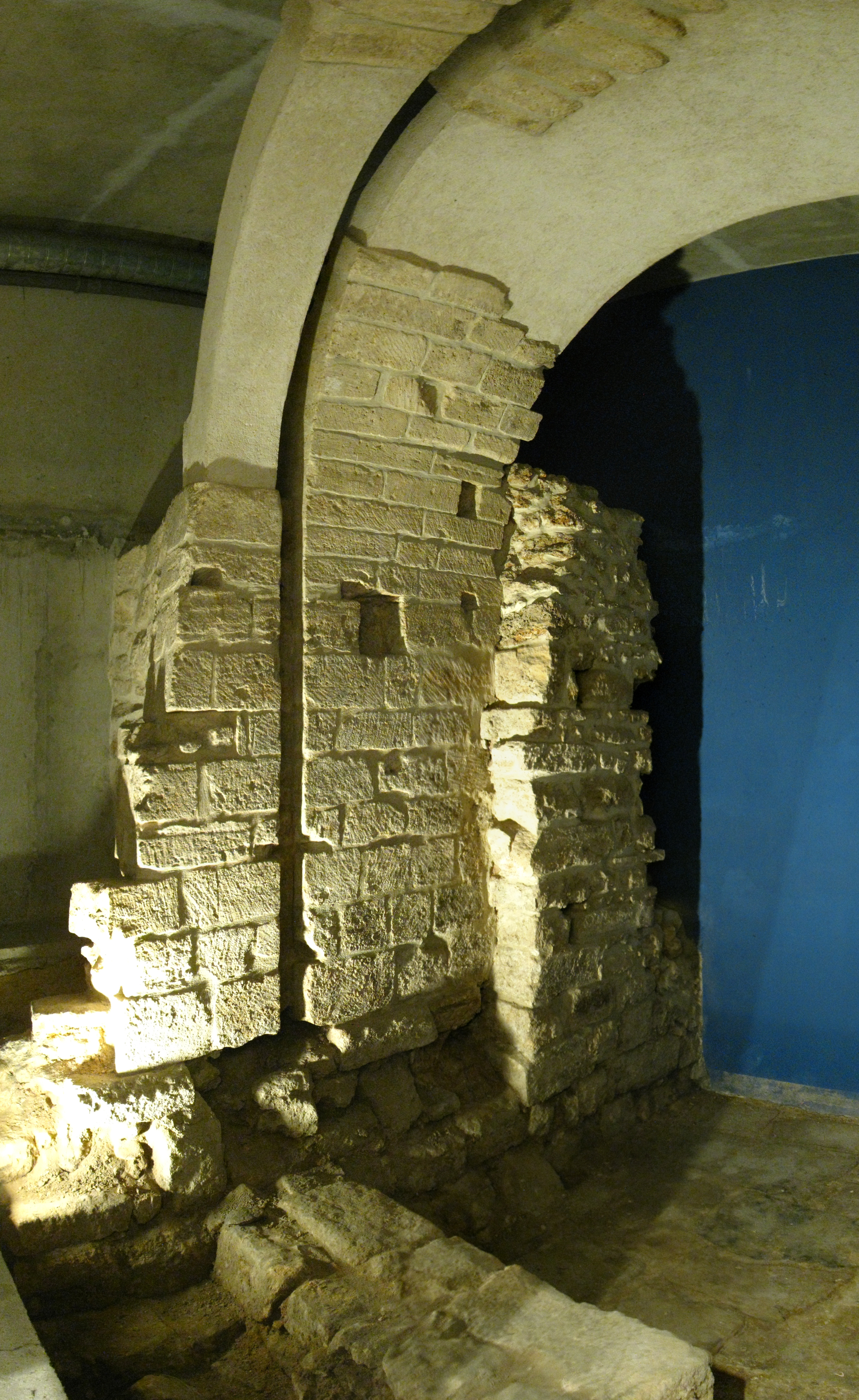
Arco conservato.
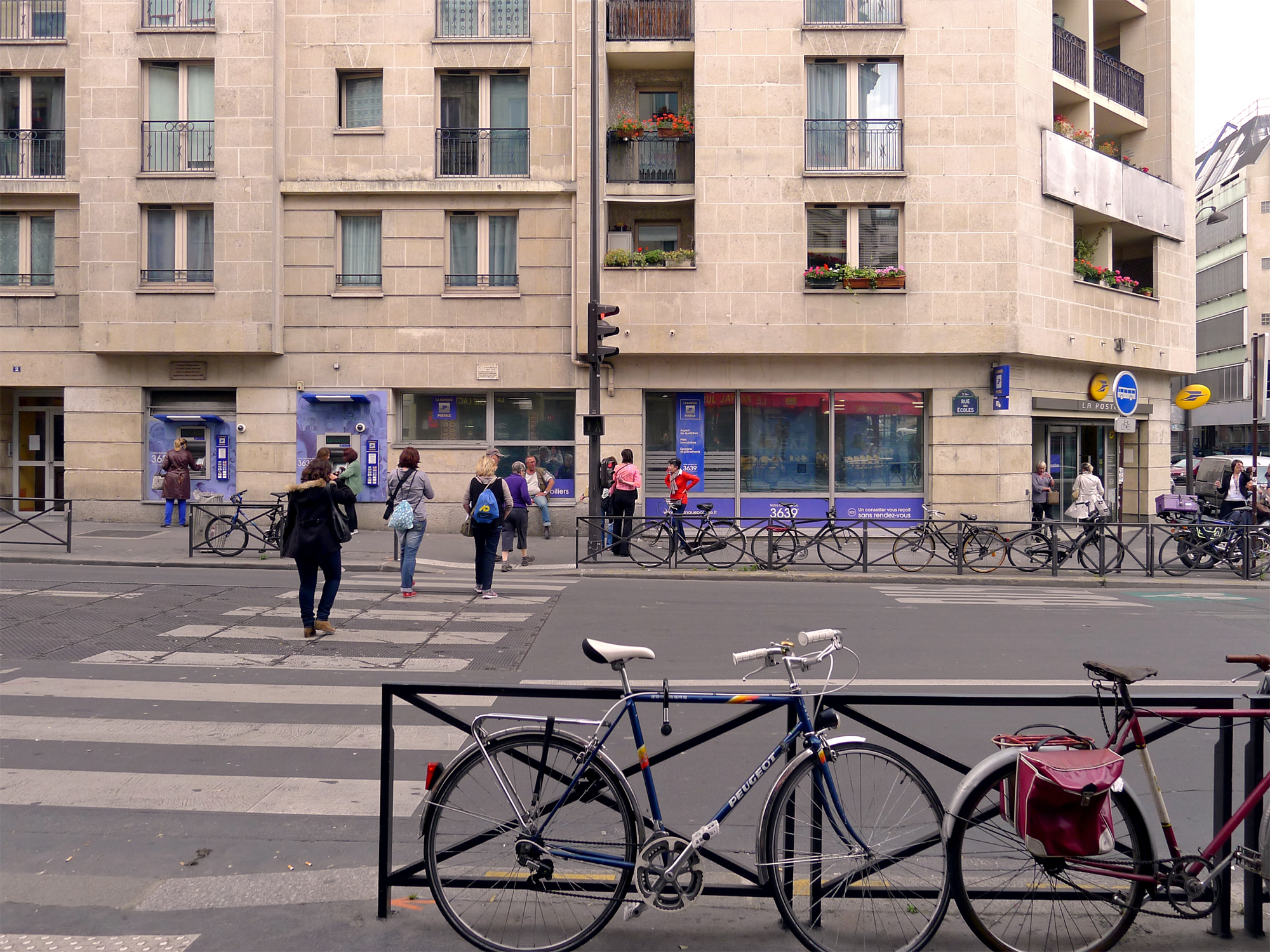
Numero 2 della rue des Écoles.
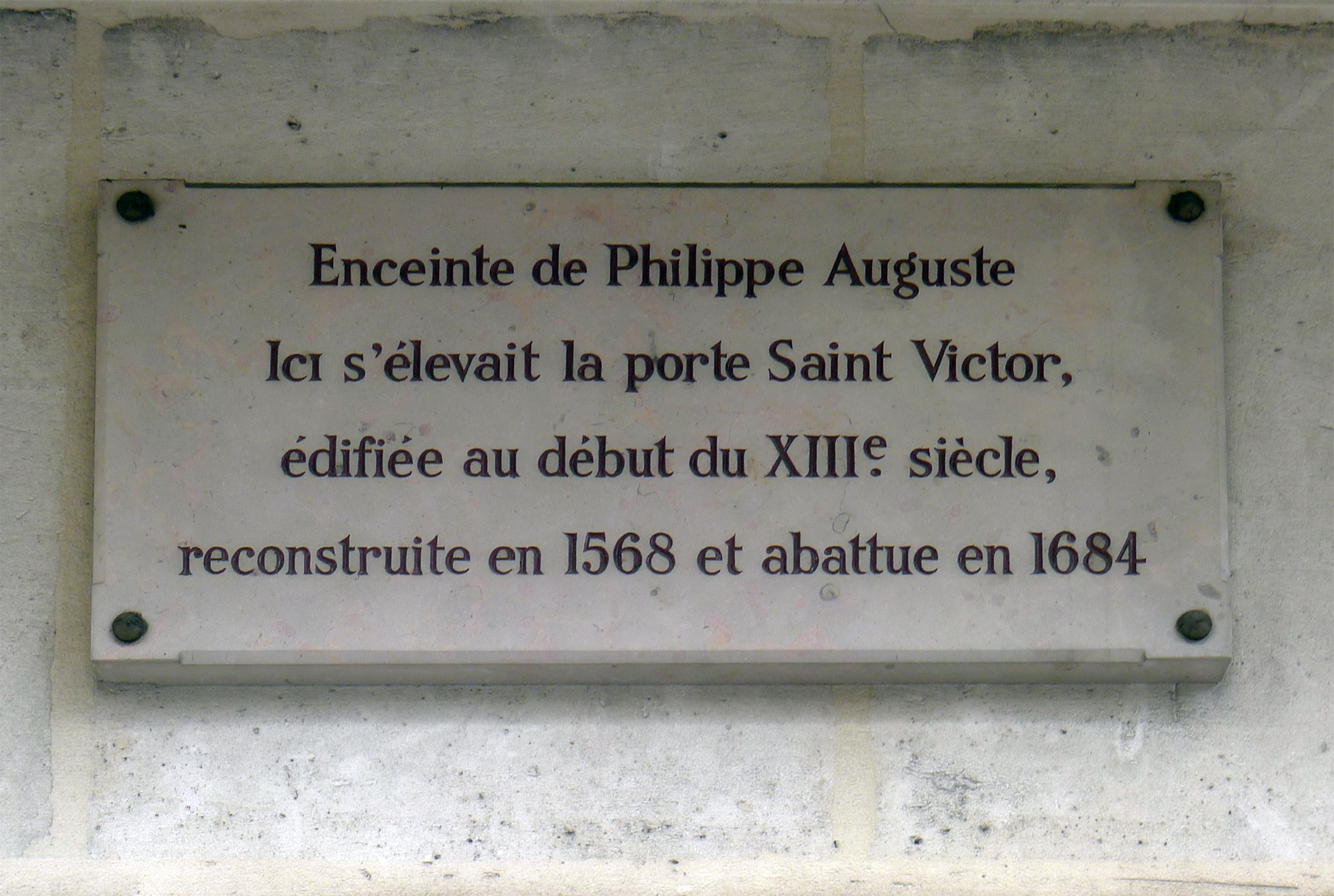
Lapide.
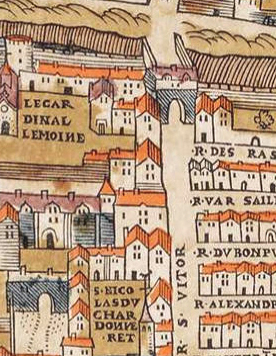
La porte Saint-Victor, al centro della rue Saint-Victor, sulla pianta di Truschet e Hoyau (1550).

- la porte Saint-Bernard lungo la Senna verso monte (quai Saint-Bernard).

Aperture supplementari furono successivamente realizzate nel corso del XIII secolo a causa della crescita della città e dei suoi sobborghi a seguito della saturazione del traffico. Così vi si aggiunsero sulla riva sinistra tre altre postierle, da ovest verso est:
- la postierla di Nesles
- la postierla Dauphine
- la postierla Saint-Bernard

In seguito furono realizzate ancora altre aperture. Alla fine del XIII secolo una postierla fu sistemata ad est della porte Saint-Jacques: la porte Papale o porte Sainte-Geneviève (all'estremità dell'attuale rue d'Ulm). Nel 1420 fu parimenti realizzata una nuova porta in direzione del quartiere di Saint-Germain-des-Prés riprendendo il nome dell'antica porta più a nord: la porte des Cordeliers o porte de Buci (all'angolo della rue Monsieur le Prince e della rue Dupuytren).

### Porte della riva destra

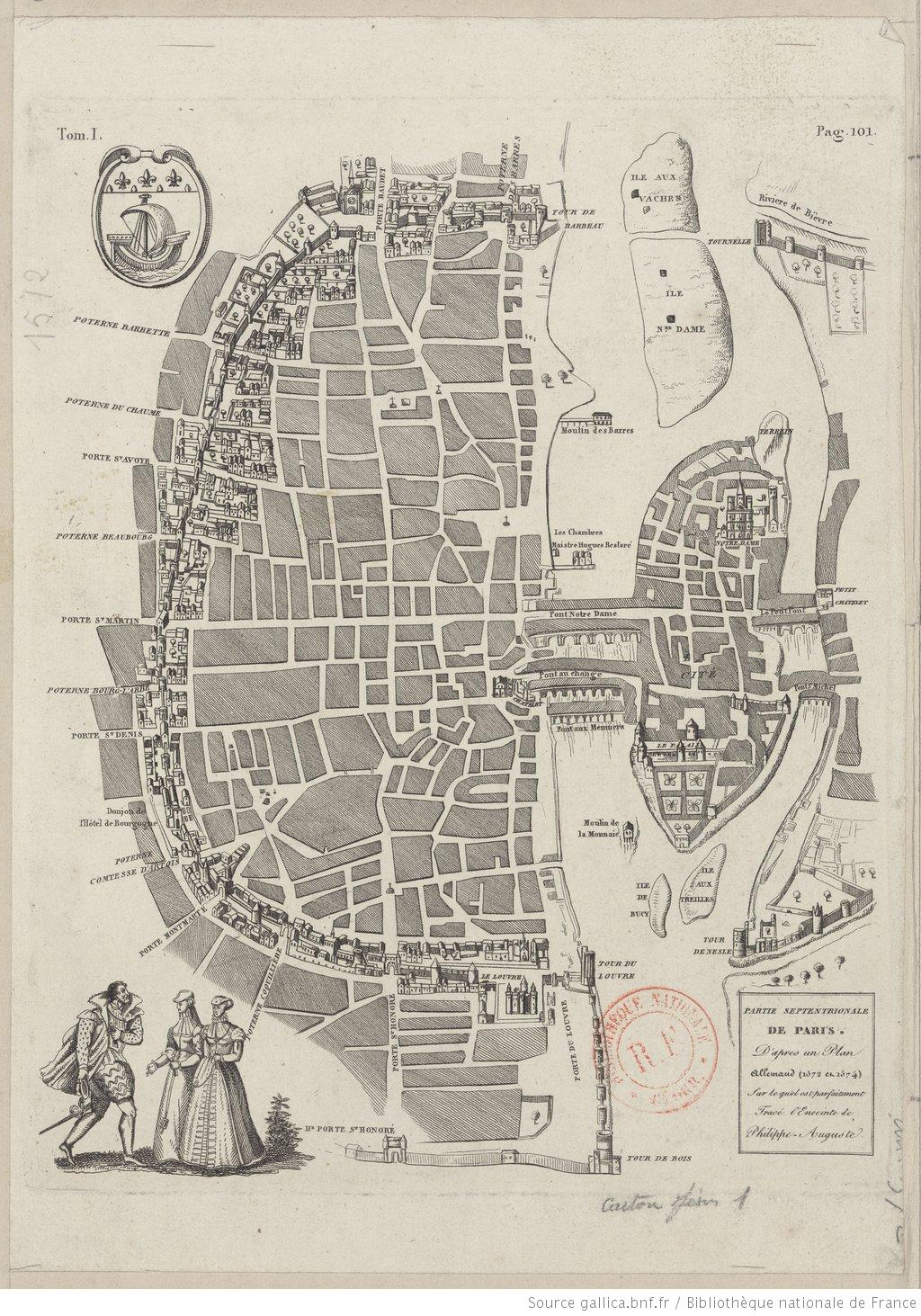
Parte settentrionale di parigi secondo una carta tedesca, in cui si vede tracciata la cinta di Filippo Augusto

La riva destra era accessibile, quando fu eretta la cinta, da sei porte principali:
- la porte du Louvre, situata tra la fortezza del palazzo del Louvre e la tour du Coin realizzando la congiunzione tra il muro e la Senna;
- la porte Saint-Honoré (a nº 148 della rue Saint-Honoré, all'altezza della rue de l'Oratoire).

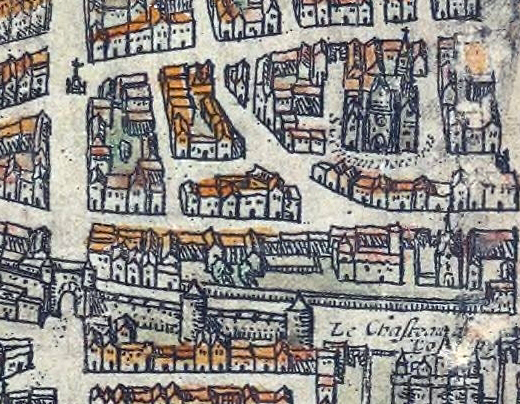
Porte Saint-Honoré (in basso e a sinistra) della cinta di Filippo Augusto verso il 1530 (Pianta di Braun e Hogenberg).

La prima porte Saint-Honoré si trovava all'altezza dei numeri148 e 150 della rue Saint-Honoré, proprio di fronte alla facciata dell'attuale tempio protestante dell'Oratorio del Louvre, subito dopo l'incrocio con la rue de l'Oratoire.
Costruita sotto il re Filippo Augusto nel 1190-1200, la cinta fu distrutta nel XVI secolo (nel 1533 o verso il 1545 secondo le fonti). Due torri di otto metri di diametro e di quindici di altezza inquadravano un'apertura ogivale chiusa da due battenti in legno e protetta da una saracinesca.
- la porte Montmartre (al nº 30 della rue Montmartre, vicino alla rue Étienne-Marcel) ;

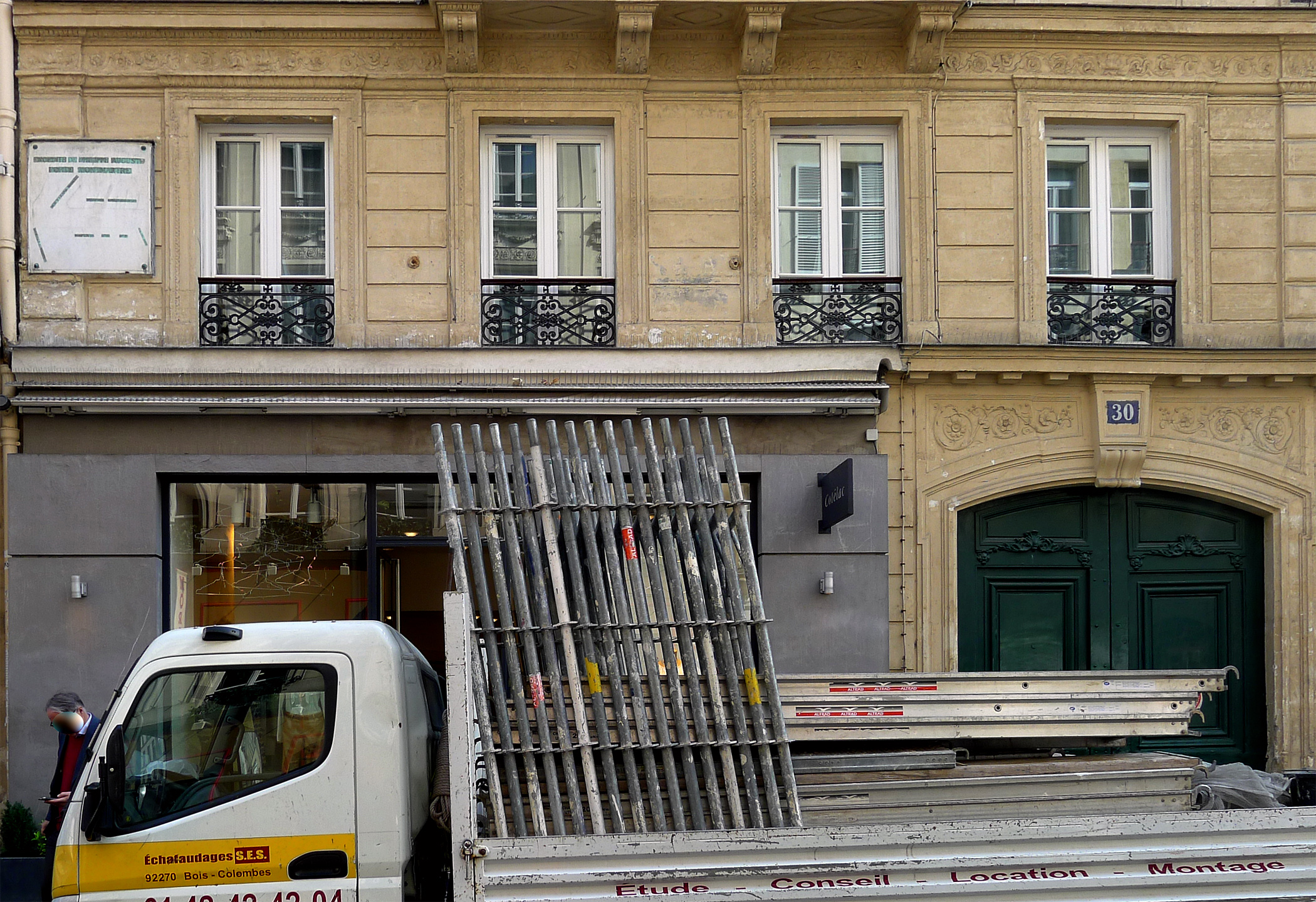
N. 30 della rue Montmartre con lapide storica.
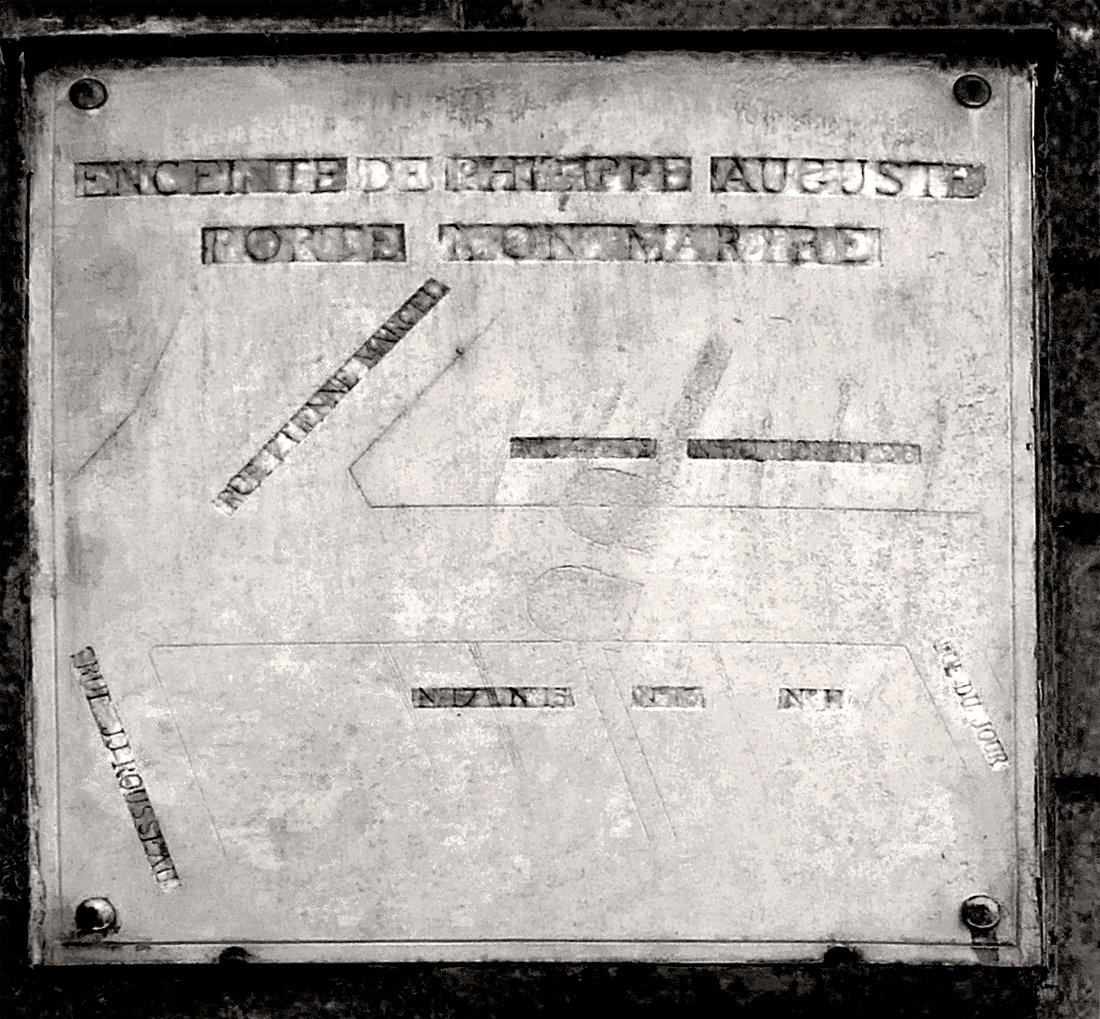
Lapide storica con il tracciato con la traccia (cancellata) della porta.
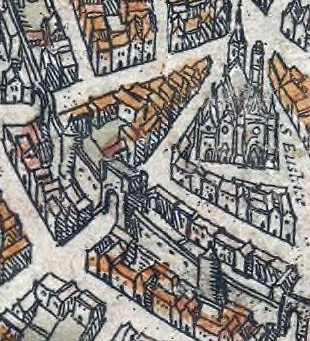
Porte Montmartre sulla Pianta di Braun e Hogenberg (verso il 1530).

- la porte Saint-Denis o "porte aux Peintres" (all'incrocio della rue Saint-Denis e dell'impasse des Peintres); non deve essere confusa con la porte Saint-Denis della cinta di Carlo V, ricostruita sotto Luigi XV di Francia !Luigi XV e giunta fino a noi;
- la porte Saint-Martin (all'incrocio della rue Saint-Martin con la rue du Grenier-Saint-Lazare); non deve essere confusa con la porte Saint-Martin della cinta di Carlo V;
- la porte Saint-Antoine, o « porte Baudet », o « porte Baudoyer » (al numero 101 della rue Saint-Antoine, all'altezza della rue de Sévigné); questa prima porta fu demolita relativamente presto, nel 1382, per facilitare la circolazione.[12]

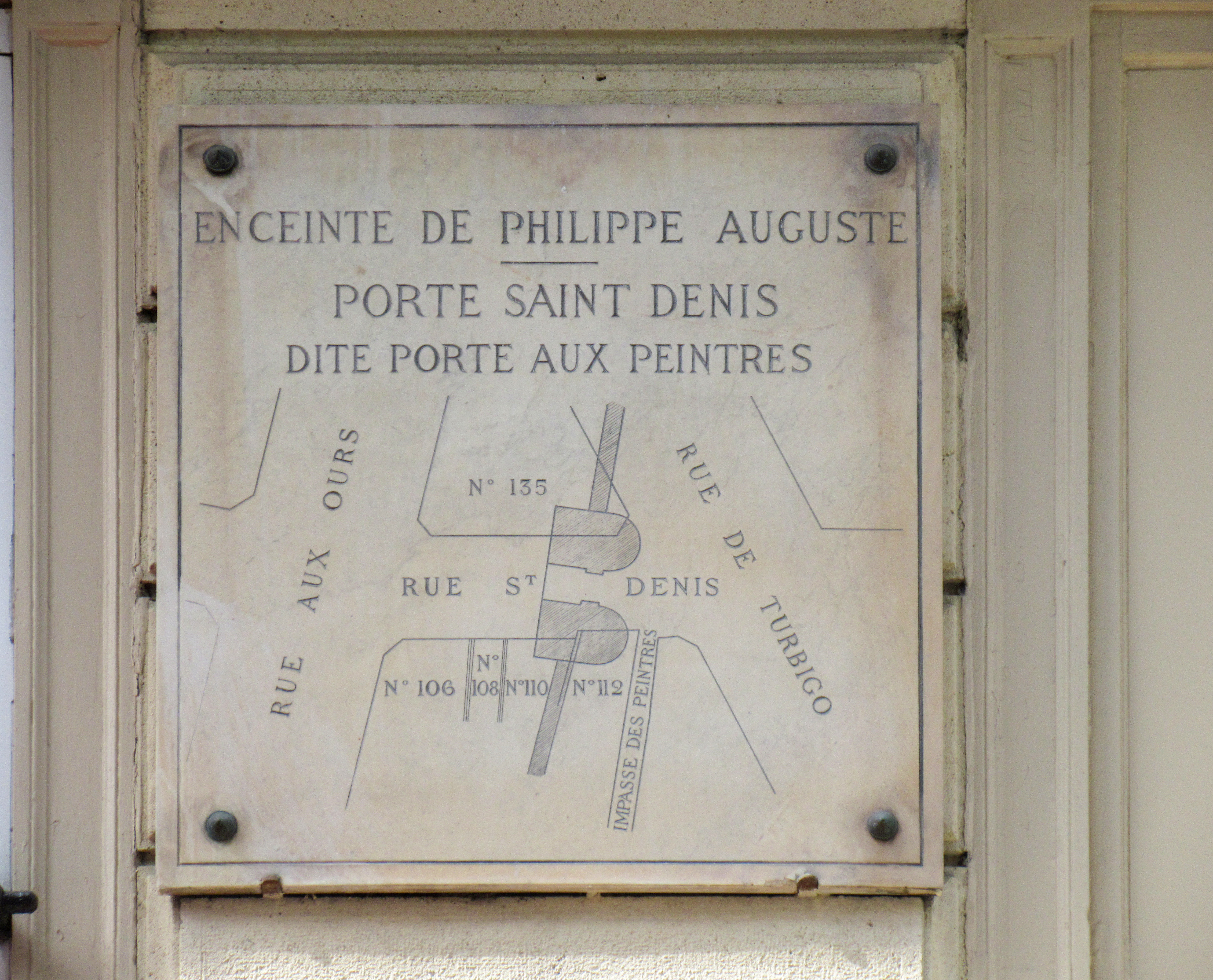
Lapide sul luogo della "porte aux peintres" della cinta di Filippo Augusto, oggi distrutta.
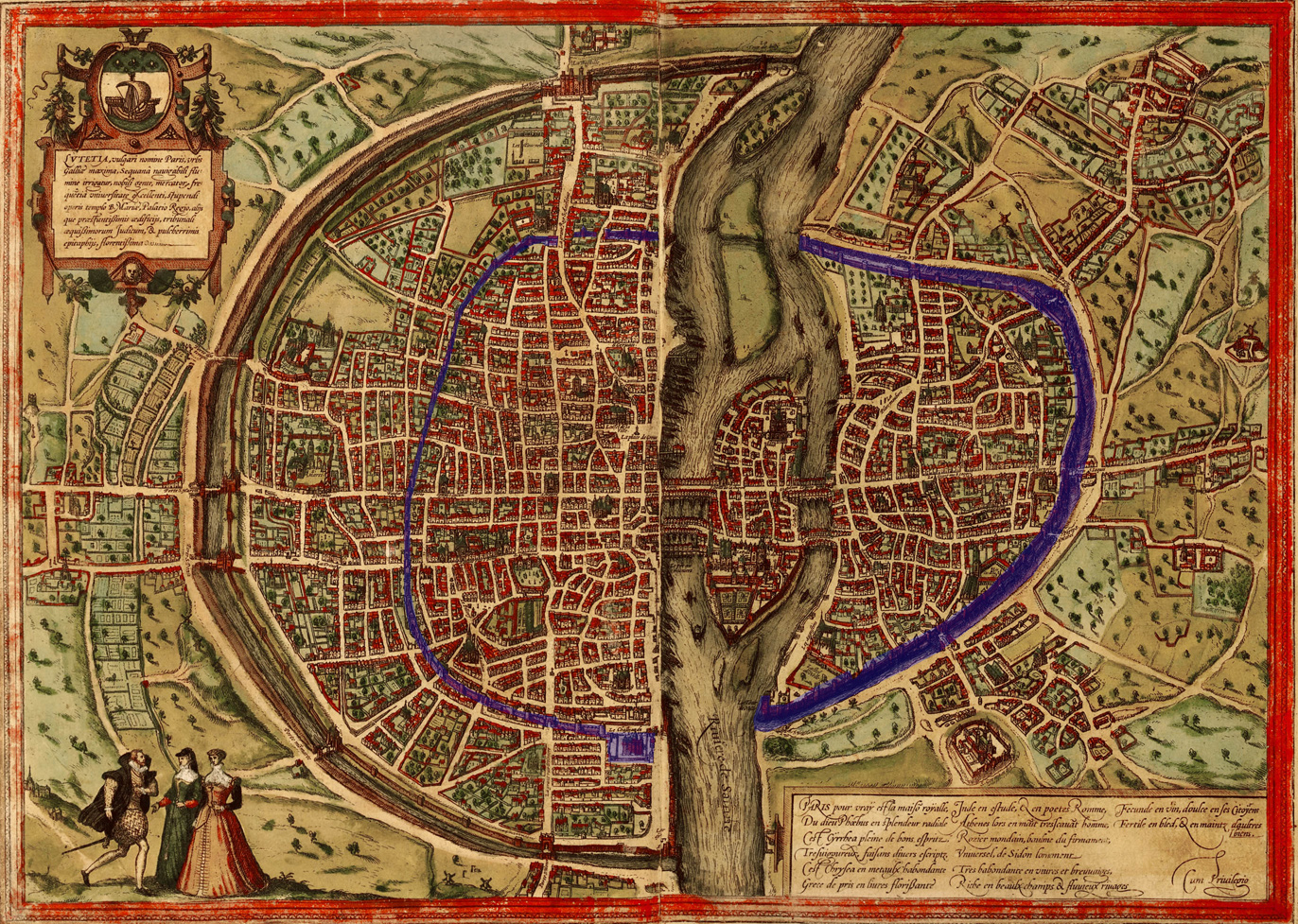
Carta di Sebastian Münster del 1572 rappresentante Parigi. In blu, la cinta di Filippo Augusto, raddoppiata sulla riva destra dalla cinta di Carlo V.

Inoltre due postierle (poterne) completano l'elenco tra la porte Saint-Antoine e la Senna. Sono le postierle Saint-Paul (rue Charlemagne) e des Barrés (rue de l'Ave-Maria), così come la poterne Barbette (sulla rue Vieille-du-Temple, tra la rue des Blancs-Manteaux e la rue des Francs-Bourgeois).

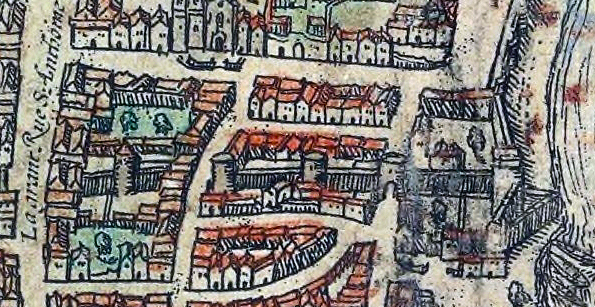
Su questa parte della Pianta di Braun e Hogenberg del XVI, figurano la poterne Saint-Paul (seconda strada verticale à sinistra) e la poterne des Barrés (via all'estrema destra).

Nel corso del XIII secolo, a causa della crescita della città e dei suoi sobborghi, vista la saturazione del traffico, si rese necessario creare nuove aperture. Così si aggiunsero altre postierle: sulla riva destra, da ovest a est,:
- la poterne Coquillière (rue Coquillière, pvicino alla rue Jean-Jacques-Rousseau), divenuta "porte aux Coquillers" sulla pianta di Guillot,[13] all'inizio del secolo XIV;
- la poterne d'Artois o poterne Comtesse-d'Artois (rue Comtesse-d'Artois), divenuta "porte Nicolas Arode" sulla pianta di Guillot,[13] all'inizio del XIV secolo, poi nota con il nome di poterne Comtesse d'Artois nel XVI secolo[14];
- la poterne du Bourg-l'Abbé tra la porte Saint-Denis e la porte Saint-Martin;
- la poterne Beaubourg o porte Hydron o ancora poterne Nicolas-Huydelon (all'incrocio della rue Beaubourg con l'impasse Beaubourg);
- la porte du Temple en 1280 (rue de l'Abbé du Bec Hellouin)[13].
- la porte du Chaume (juste avant le croisement entre la rue des Archives et la rue Rambuteau), ensuite nommée « poterne du Temple » puis « poterne de Braque »[15];
- la poterne Barbette
- la poterne Saint-Paul
- la poterne Barrées

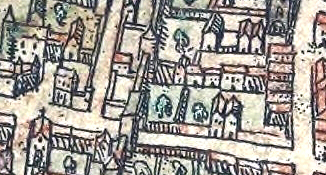
La porte du Chaume sulla rue des Archives; a sinistra l'hôtel de Clisson.

Negli anni successivi si rese necessario praticare ulteriori aperture. Sulla riva destra vi furono, da ovest a est: Coquillière, comtesse d'Artois, Bourg l'Abbé. Nicolas Huydelon, Chaume, Barbette, Saint-Paul et barrées. Solo nuove porte furono necessarie per la più lenta espansione della rive gauche: Nesles, Dauphine e Saint-Bernard.

## Vestigia

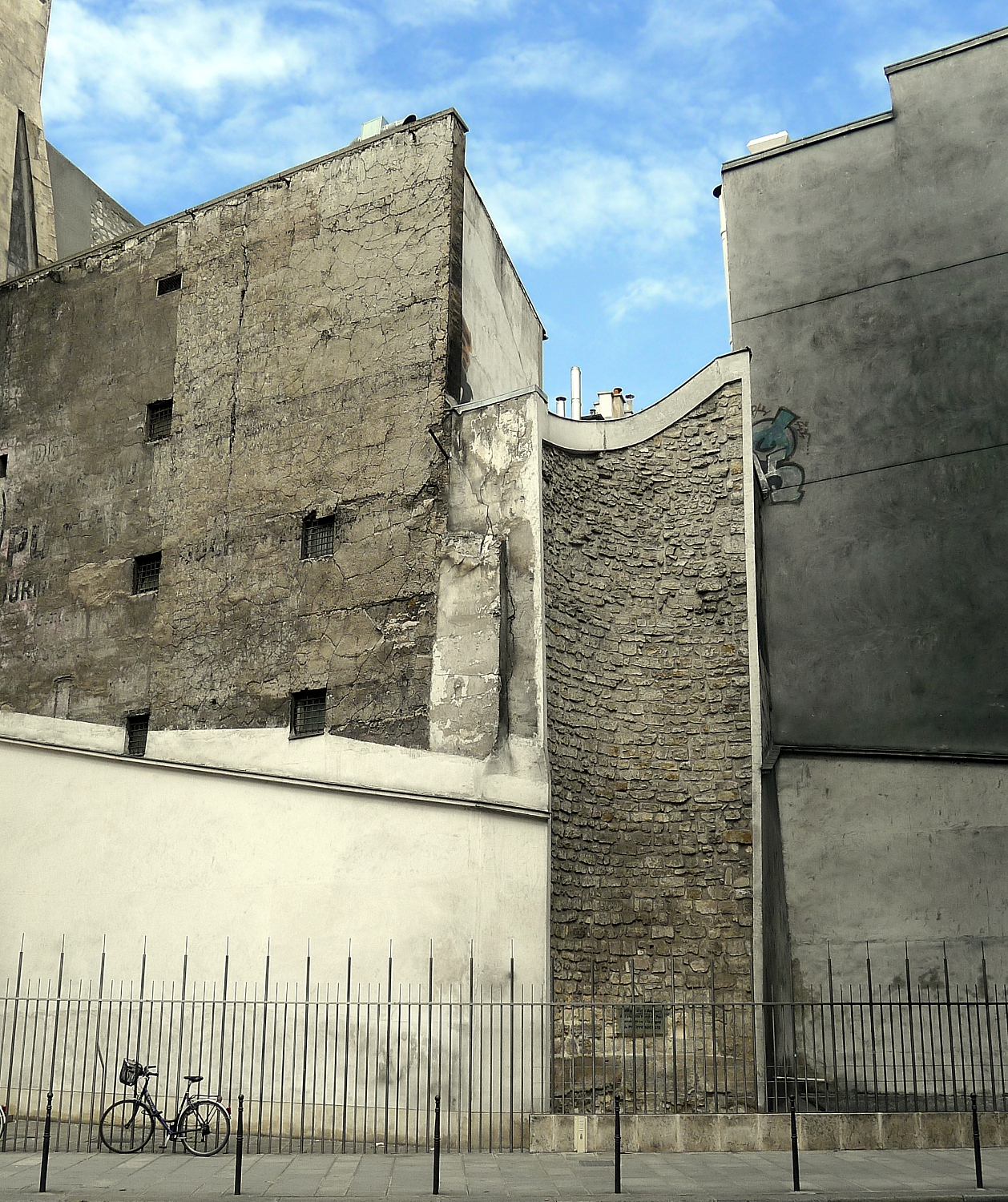
Vestigia d'una torre della cinta di Filippo Augusto ai numeroi 11 e 13 di rue du Louvre a Parigi.

La cinta est divenne quasi invisibile dal XVII secolo; rimane tuttavia possibile percepirne certe parti. A causa dell'incorporazione del muro di cinta da parte delle case attorno (cortine utilizzate come muro di appoggio, torri utilizzate come tromba delle scale, ecc.), le vestigia sono spesso difficilmente reperibili. Una gran parte di esse è utilizzata in proprietà private, non accessibili al pubblico.
Venti parti esistenti sono classificate come monumenti storici di Francia dal 1889:
- I arrondissement :
  - 7, 9 rue du Jour, 62 rue Jean-Jacques-Rousseau[16]
  - 21, 23 rue du Jour, 70 rue Jean-Jacques-Rousseau[17]
  - 11, 13 rue du Louvre, 20 rue Jean-Jacques-Rousseau[18]: all'altezza del numero 9 di rue du Louvre, è possibile riconoscere l'inverso di una torre (cioè il rivestimento interno), come anche la base di questa all'altezza del

numero 11, portata a giorno nel corso dei lavori di scavo di un pozzo d'aerazione della linea 14 del Métro.
- - 146, 148, 150 rue Saint-Honoré[19]
- II arrondissement :
  - 16 rue Étienne-Marcel, 15 rue Tiquetonne[20]
  - 20 rue Étienne-Marcel[21]

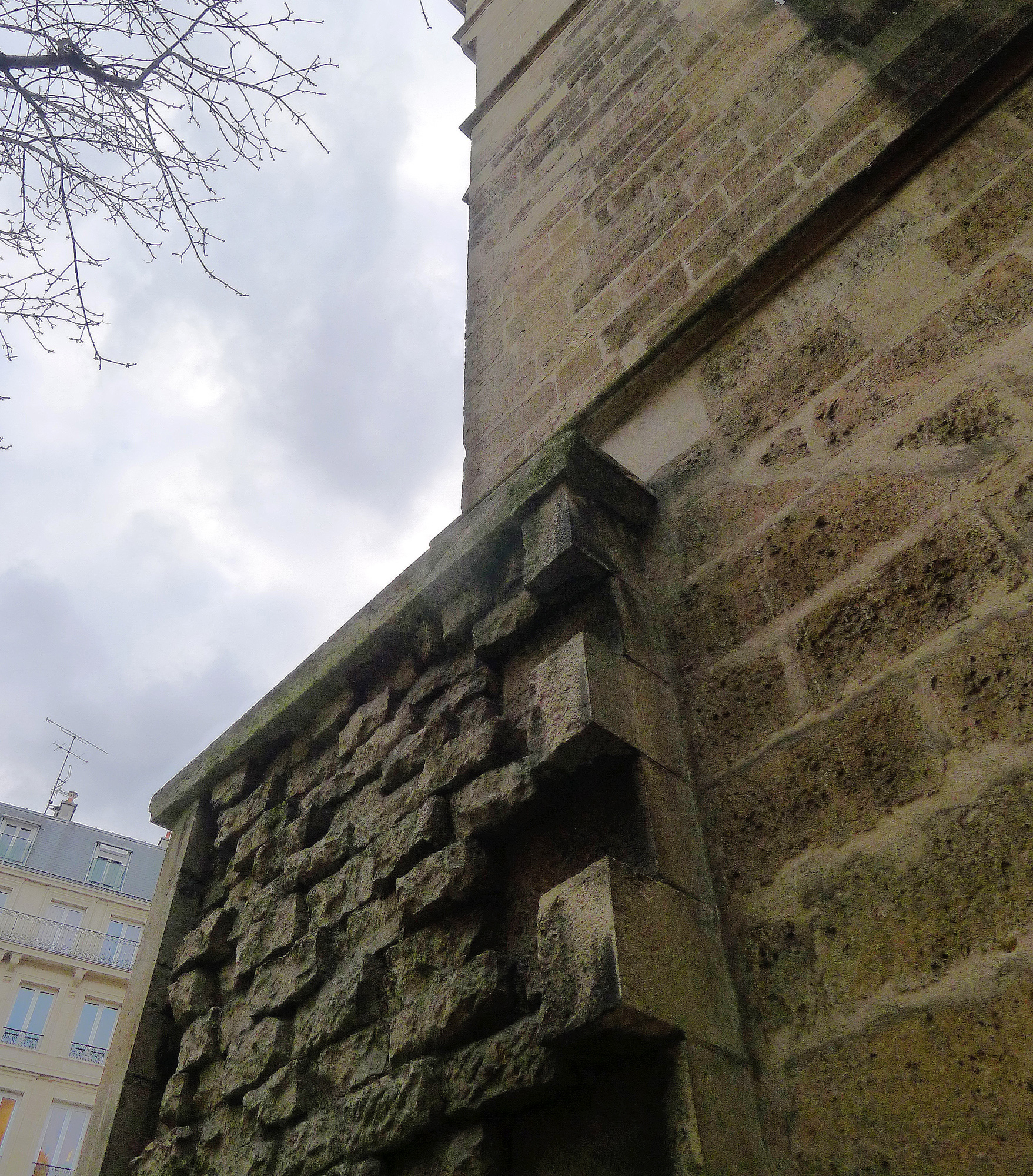
Vestigia
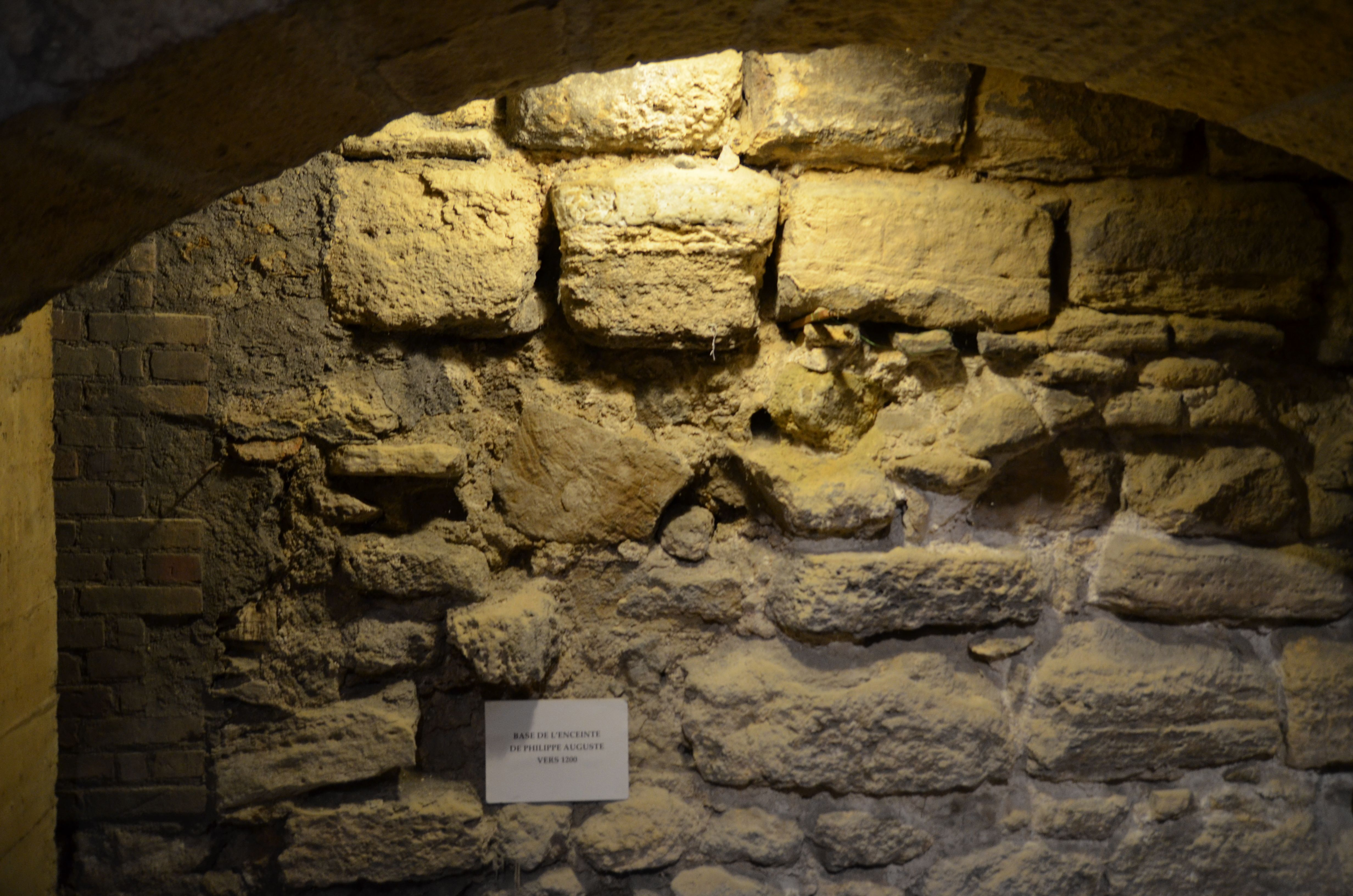
Vestigia nel sottosuolo.

- III arrondissement :
  - 69, 71 rue du Temple;[22] In prossimità il tracciato è ancora visibile sulla pianta del quartiere (allineamento delle proprietà su questo confine scomparso) o attraverso curiosità architetturali come la facciata cieca della corte dell'hôtel de Saint-Aignan al nº71 della rue du Temple.
- IV arrondissement :
  - 15 rue de l'Ave-Maria[23]
  - 9 à 15 rue Charlemagne[24]
  - 17, 19, 21 rue des Jardins-Saint-Paul:[25] all'angolo di rue Charlemagne e rue des Jardins-Saint-Paul è visibile la parte più lunga conservatasi (60 m). Vi è visibile il quarto della torre Montgomery, dal nome del capitano della Guardia scozzese di Enrico II. Questa torre doveva essere affiancata da un'altra allo scopo di difentere la  poterne Saint-Paul. Alla metà del terreno di sport si trova un'altra torre restaurata. Una cortina di 7 m di altezza collega le due torri. Sono visibili sulle pietre numerosi marchi dei tagliapietra (marque de tâcheron).

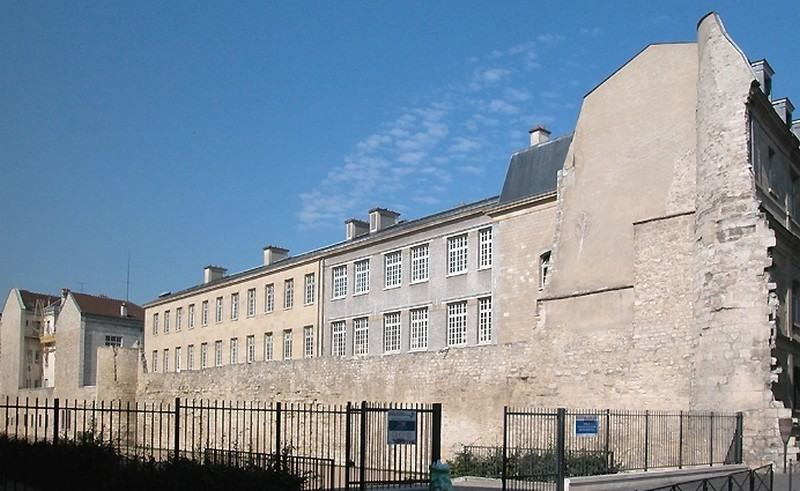
La più lunga parte ancora esistente si trova all'angolo della rue Charlemagne con la rue des Jardins-Saint-Paul.
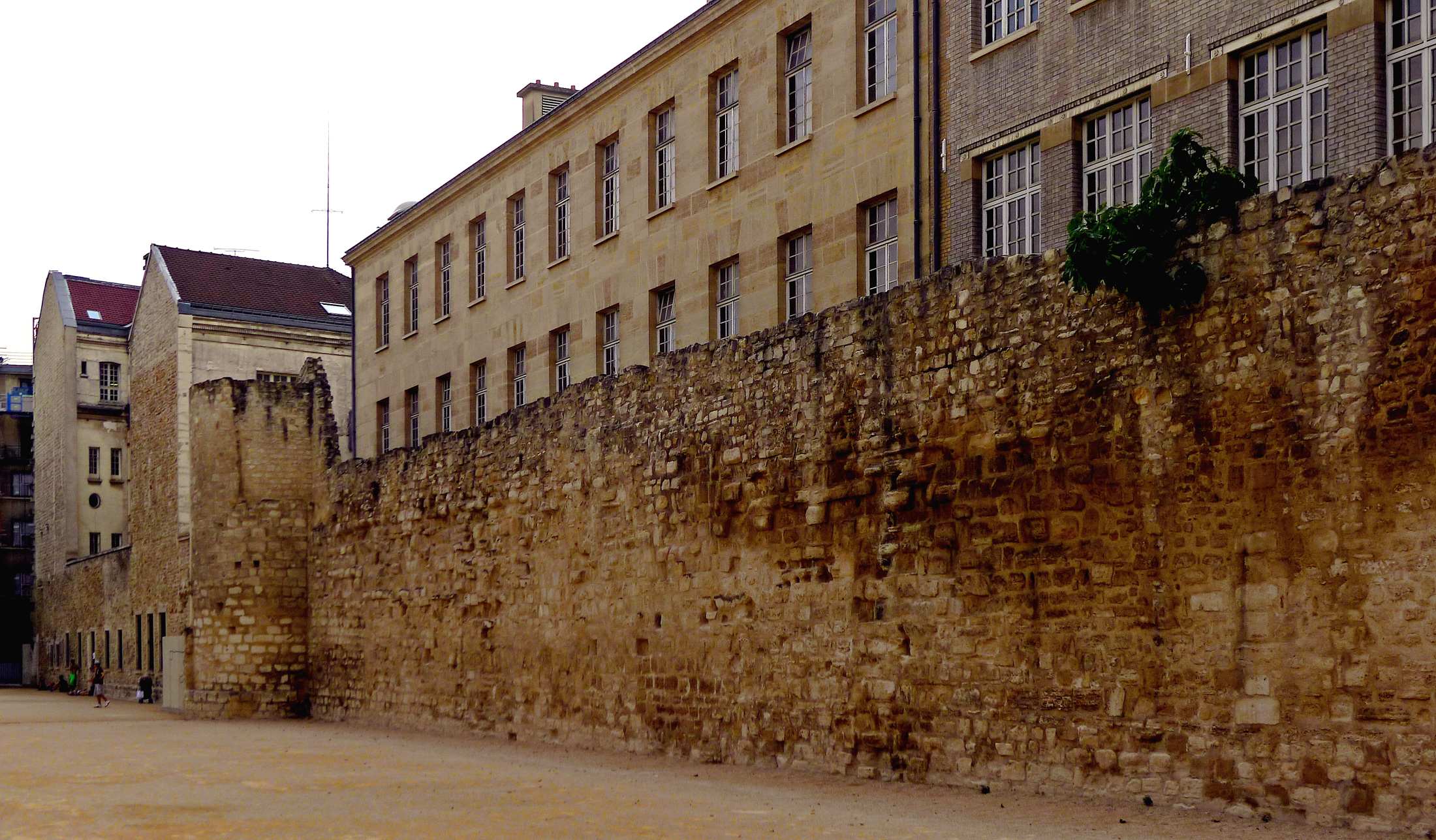
Altre vedute più vicine di questa medesima parte.
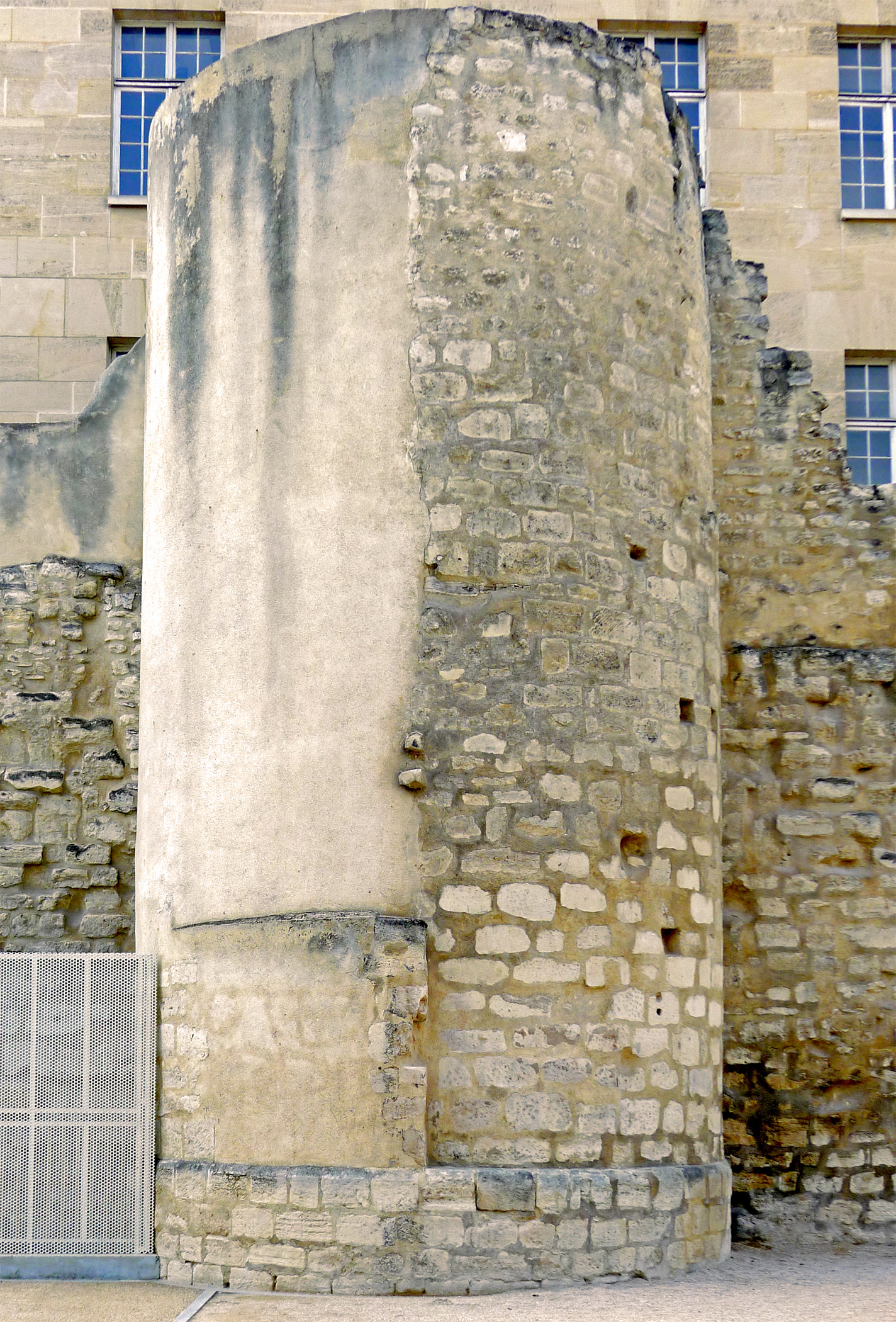
La torre rue des Jardins-Saint-Paul.
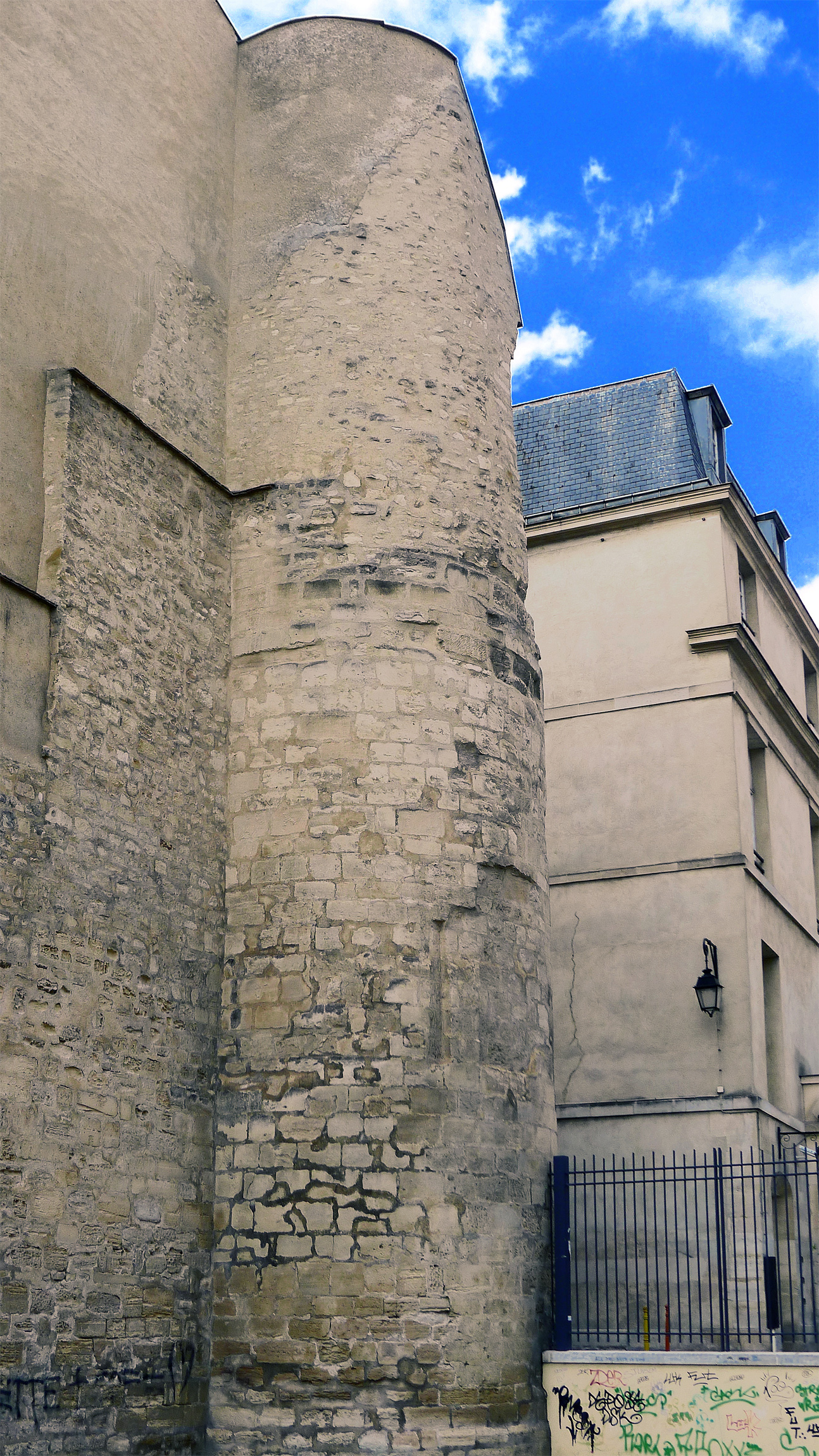
La torre all'angolo delle rues Charlemagne e Jardins-Saint-Paul, detta "tour Montgomery".

- - 7 rue de Sévigné: antico hôtel d'Evreux (che occupava parimenti il nº9) poi hôtel Poulletier; nelle cantine del nº7, vestigia d'una torre della cinta di Filippo Augusto;[26] oggi caserma dei pompieri.

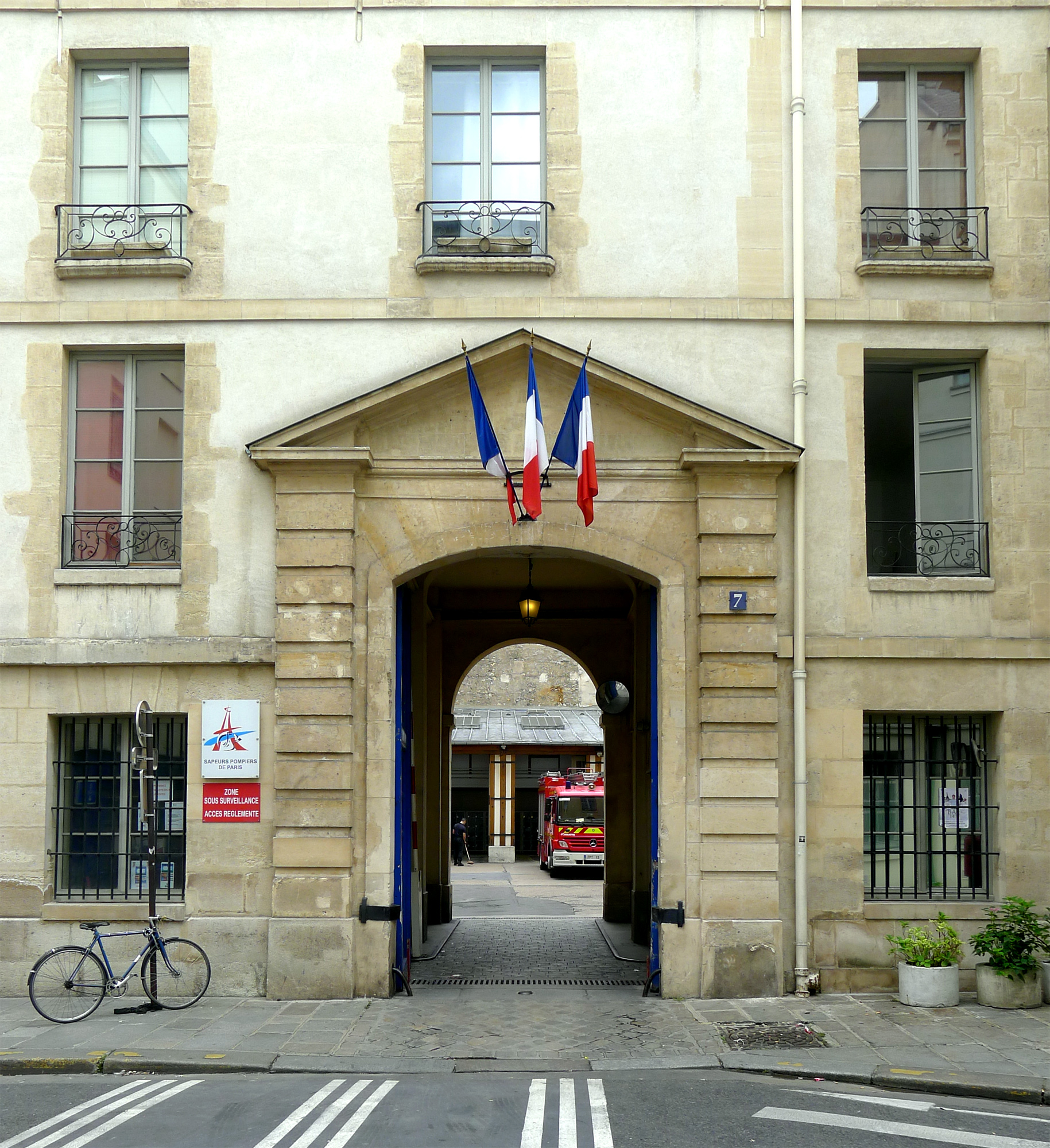
Ingresso del nº7

- - 57, 59 rue des Francs-Bourgeois:[27] all'altezza della stretta entrata situata tra i numeri 57 e 59 che danno sulla corte del Crédit municipal de Paris, è possibile vedere dalla pubblica via una torre in mattoni datata XIX secolo la cui base è medievale. Due linee tracciate nella pavimentazione della corte indicano la posizione della cortina, rasa successivamente.

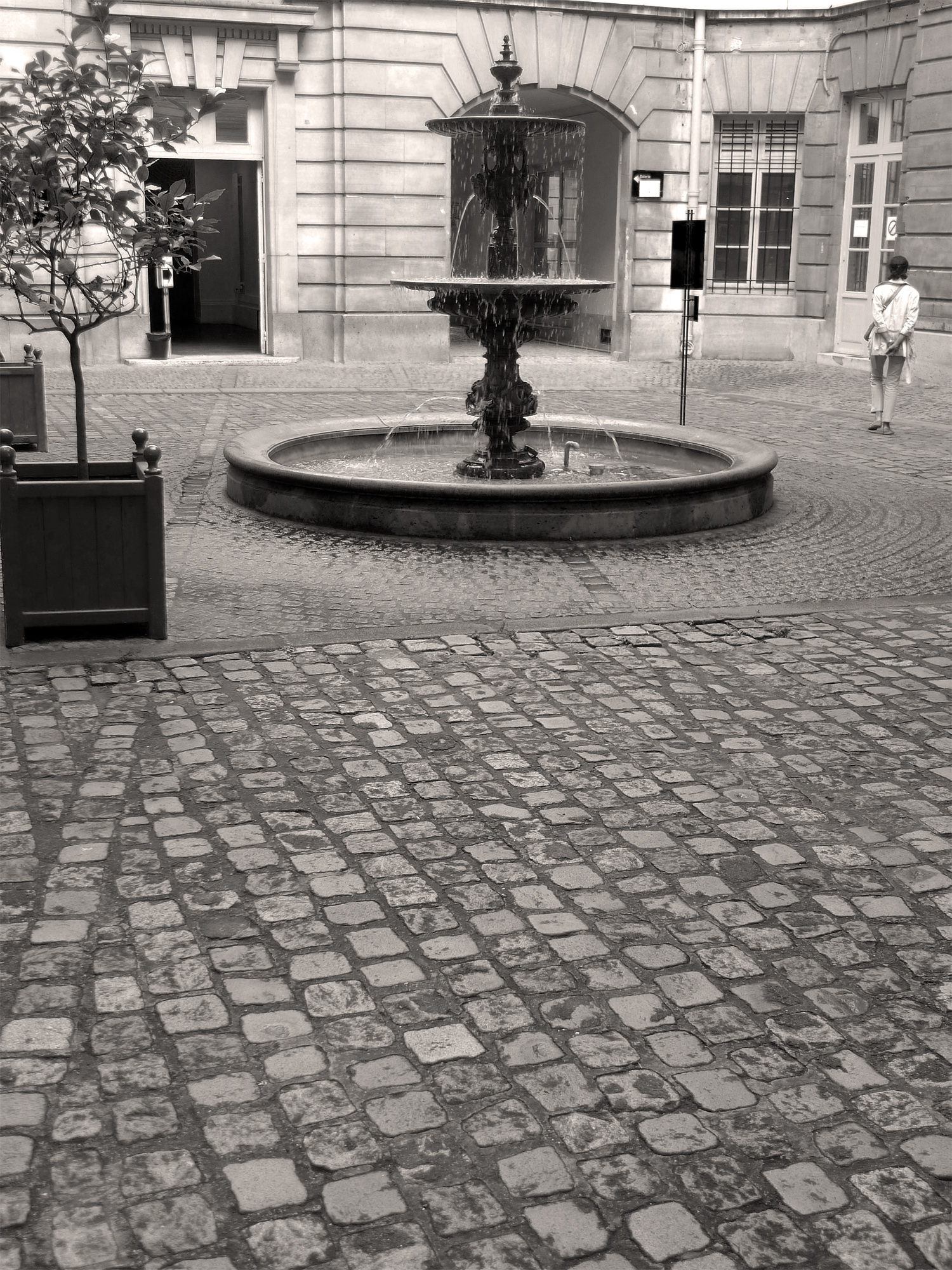
Numero 55: tracciato della cinta di Filippo Augusto.
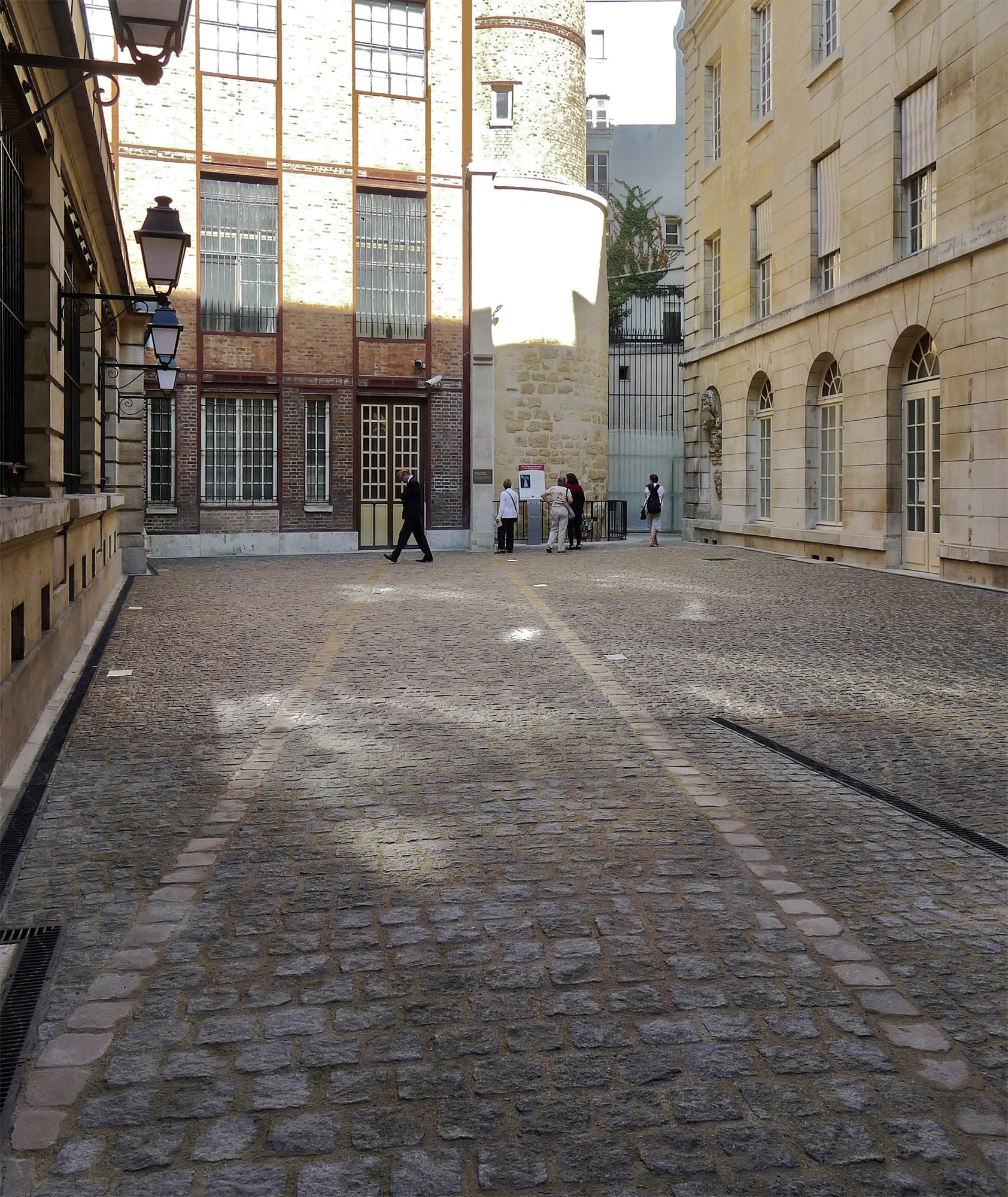
Numeri 57 e 57 bis: tracciato della cinta di Filippo Augusto e torre Pierre Alvart.
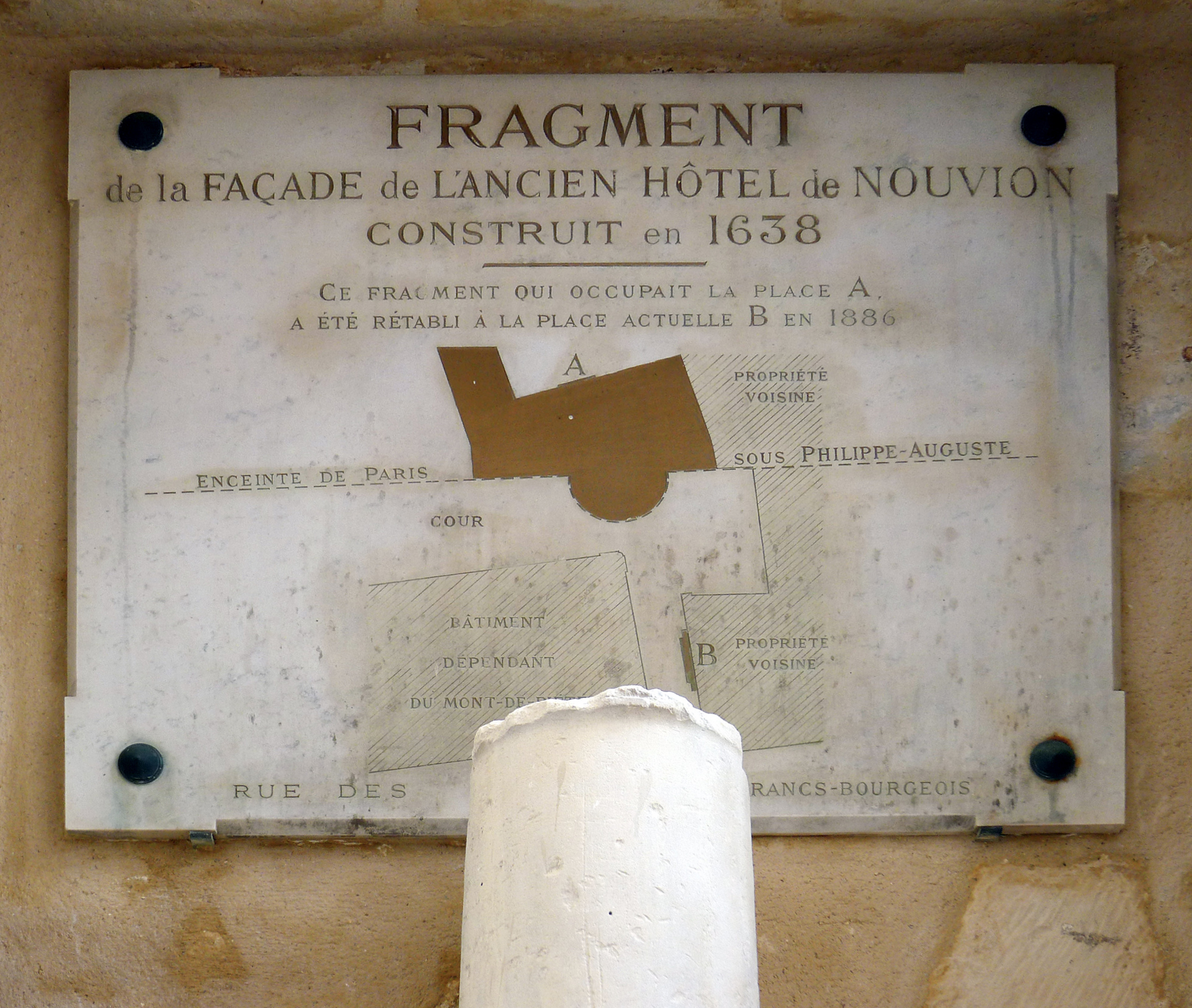
Tracciato della cinta su una piastra.
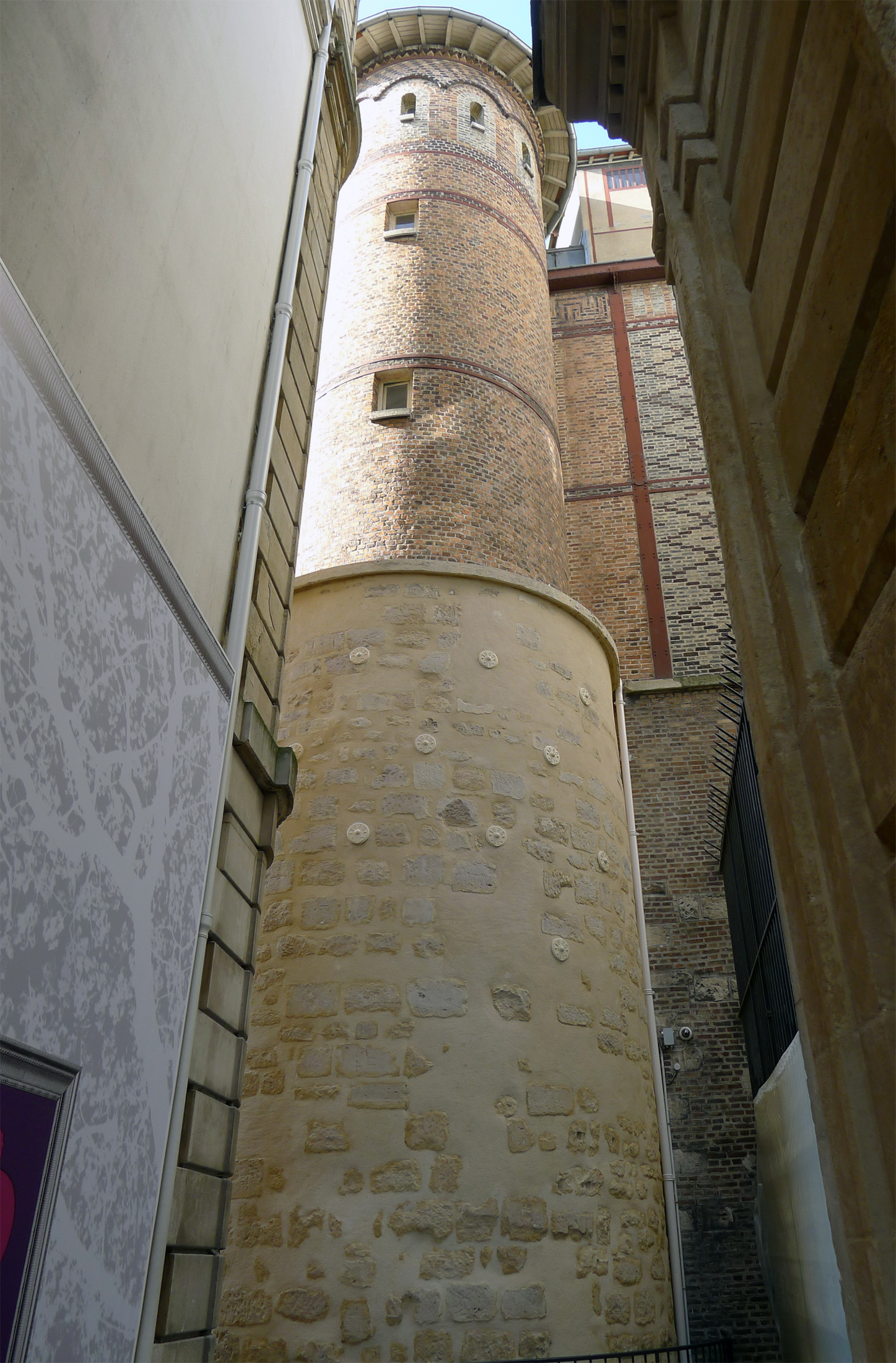
Torre Pierre Alvart sormontata da una parte più recente.
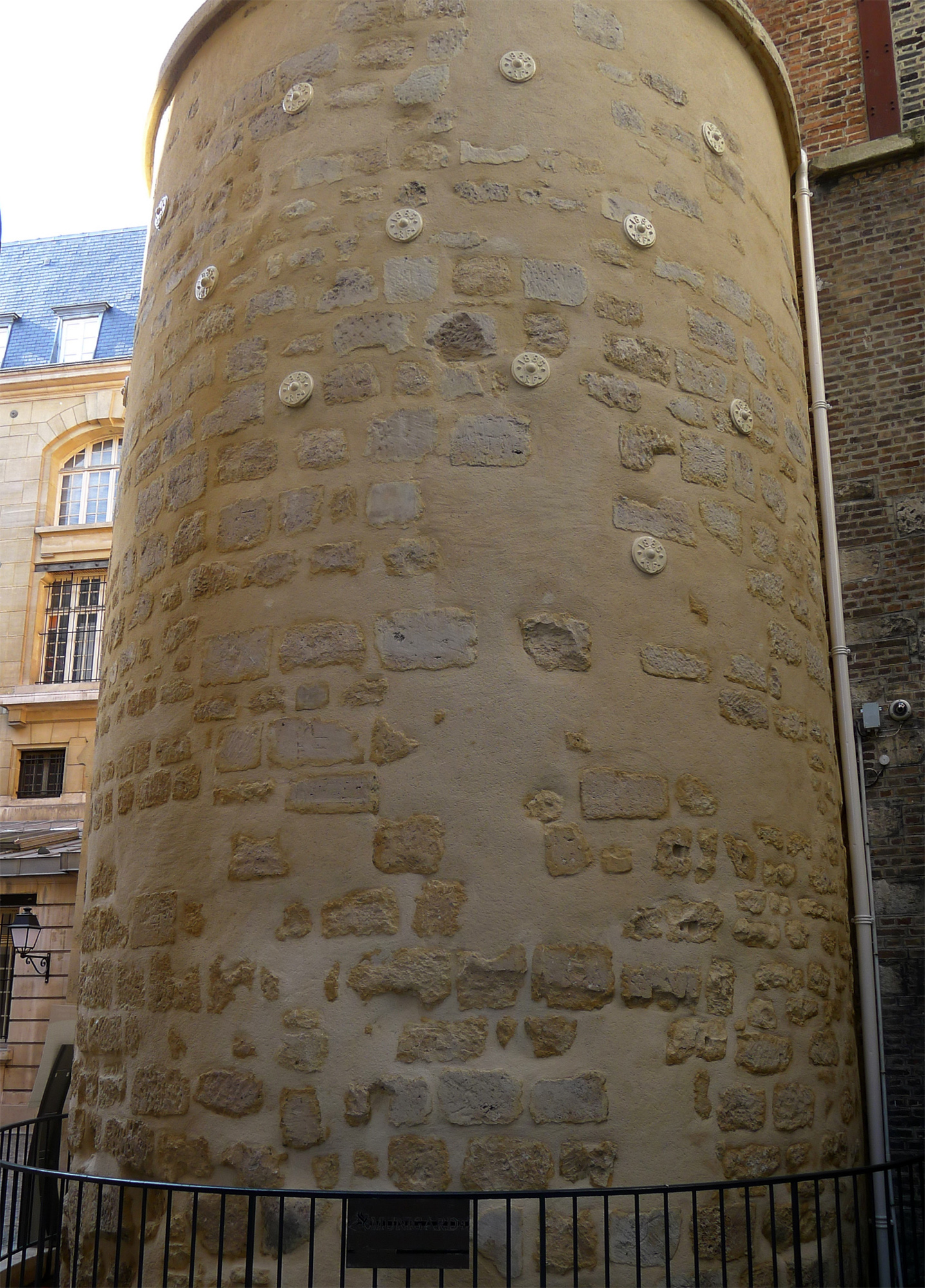
Vestigia della torre restaurata nel 2014.
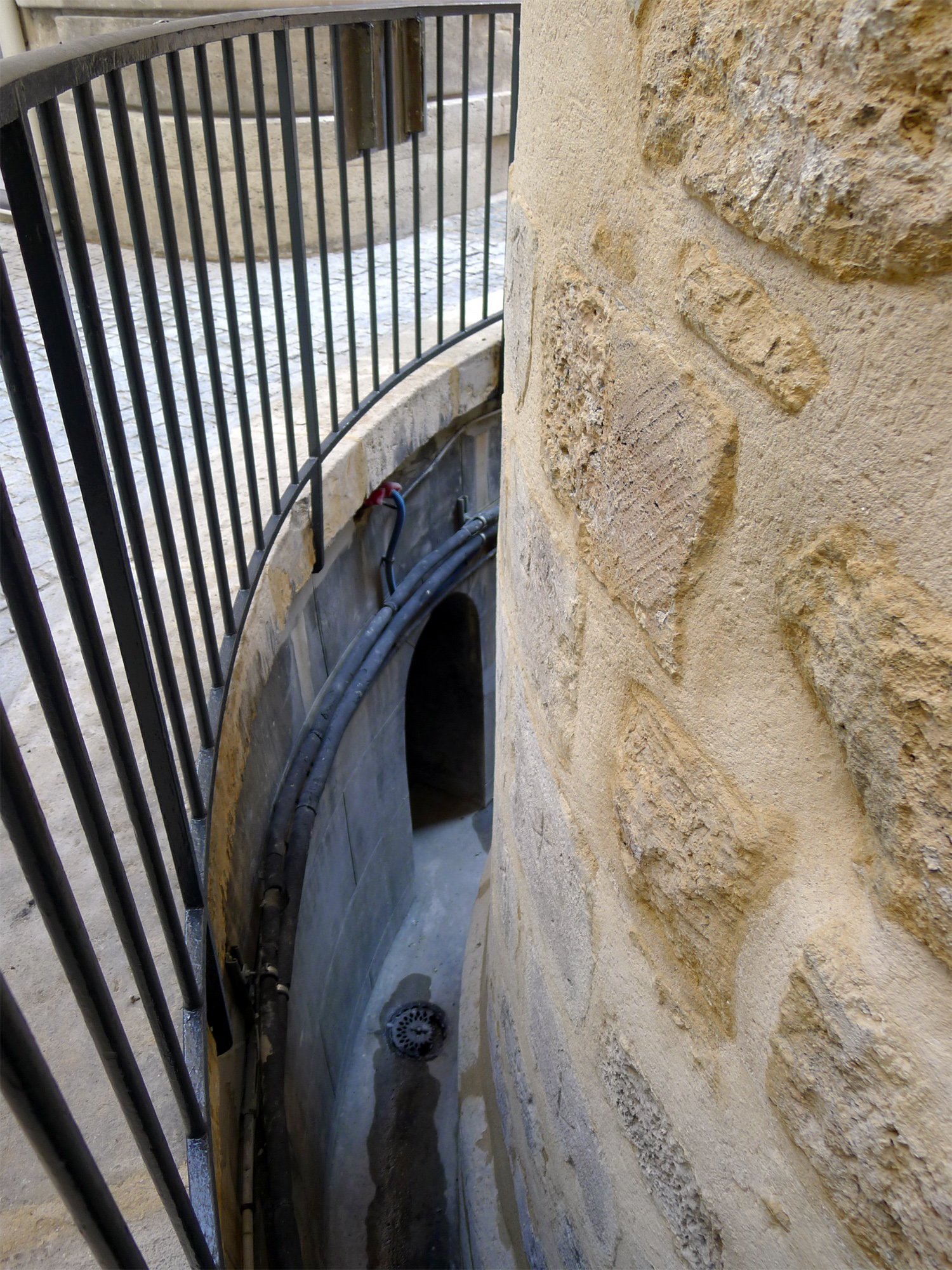
Differenze di livello tra quello attuale e quello iniziale della torre.
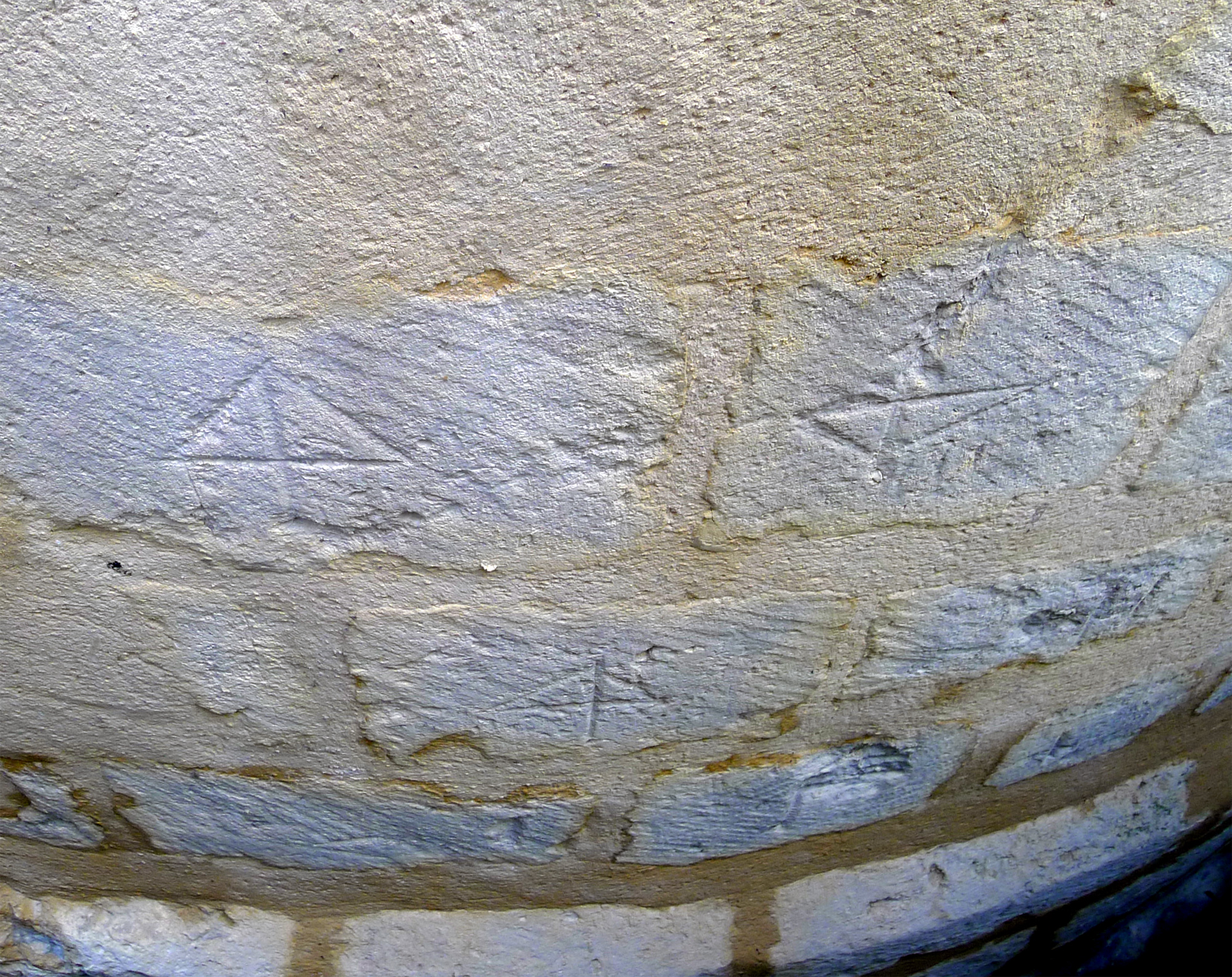
Segni dei tagliapietra.

- - numeri 8, 10, 14, 16 rue des Rosiers;[28] vestigia visibili nel jardin des Rosiers – Joseph-Migneret.

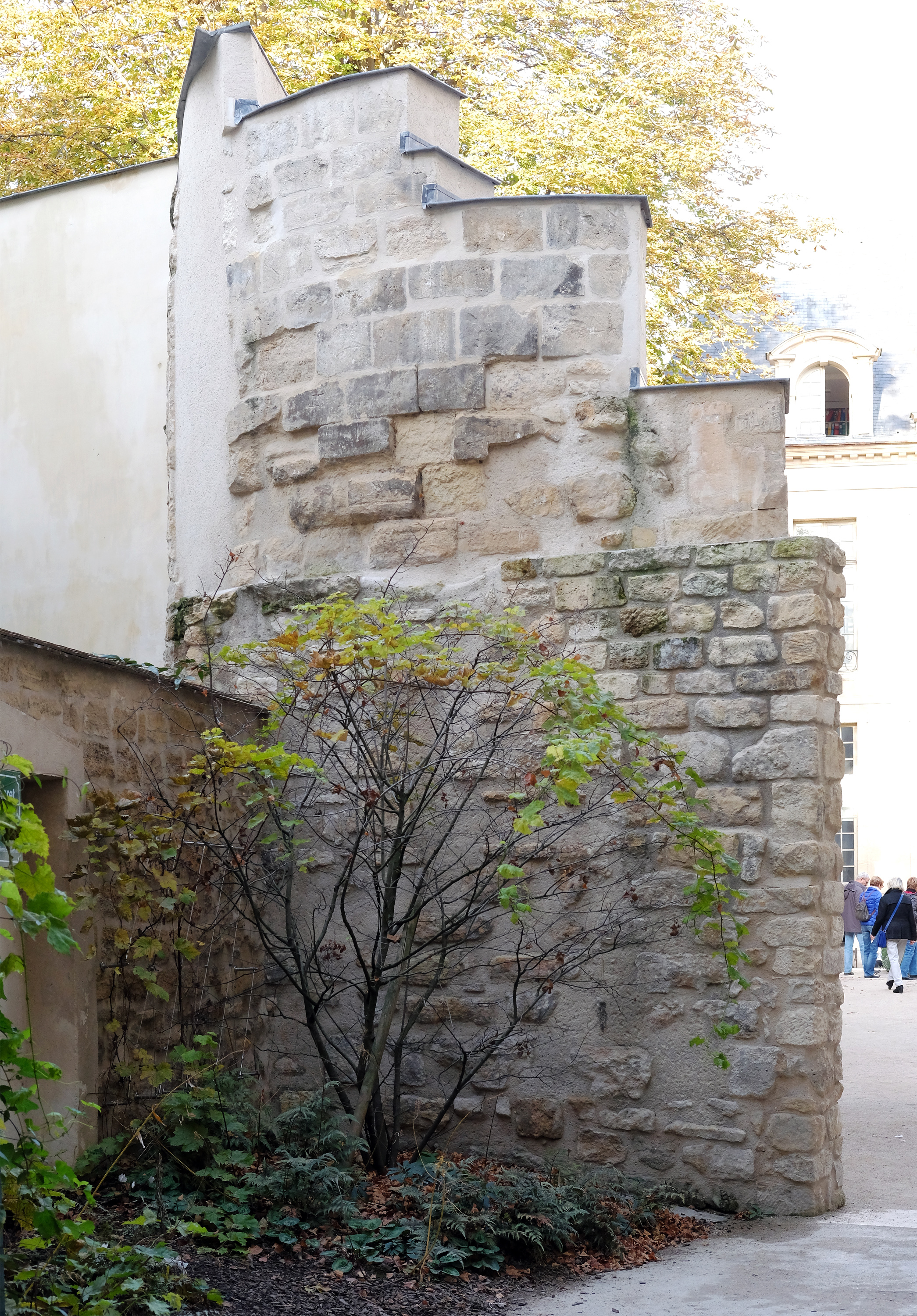
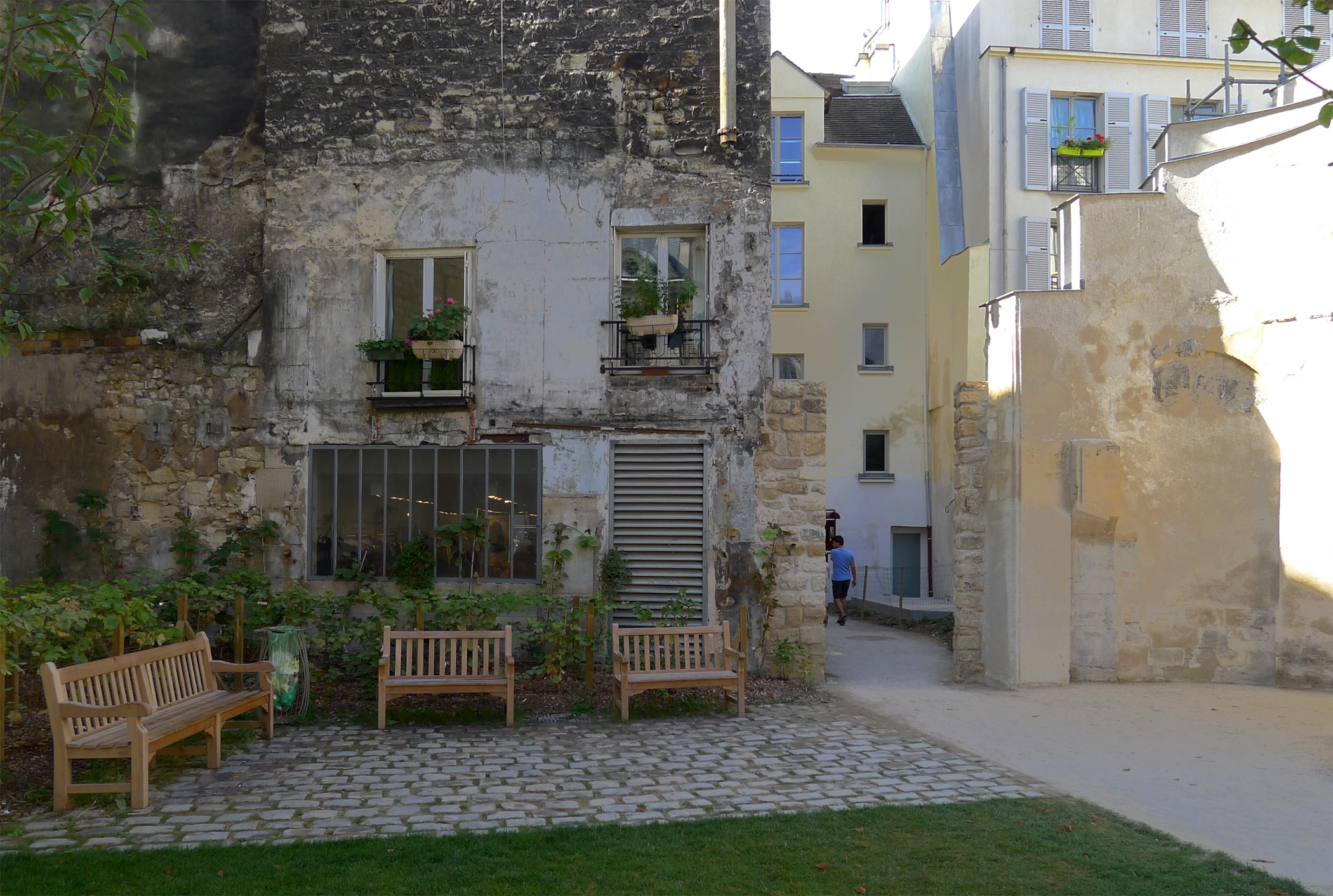
Jardin des Rosiers.
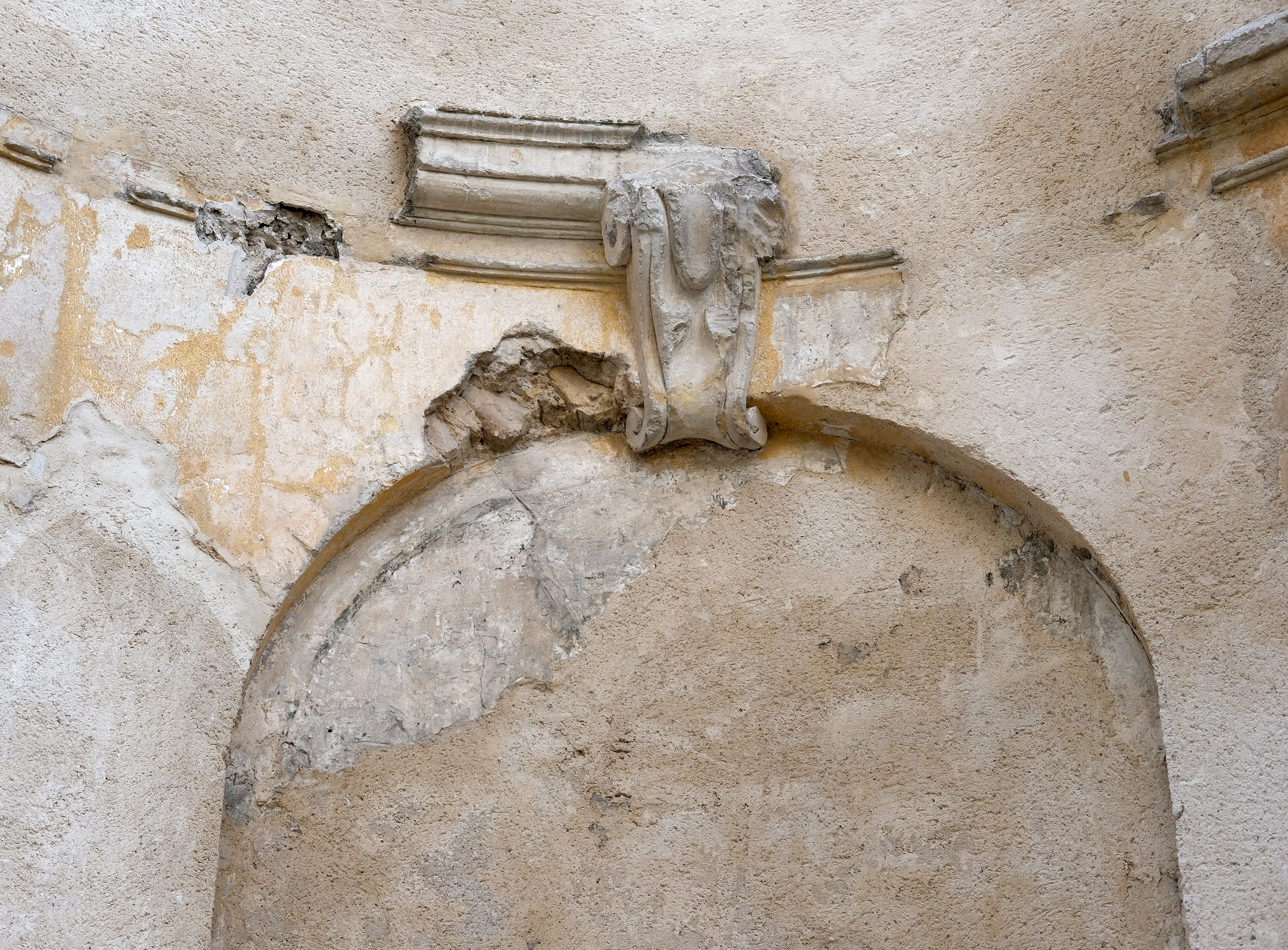
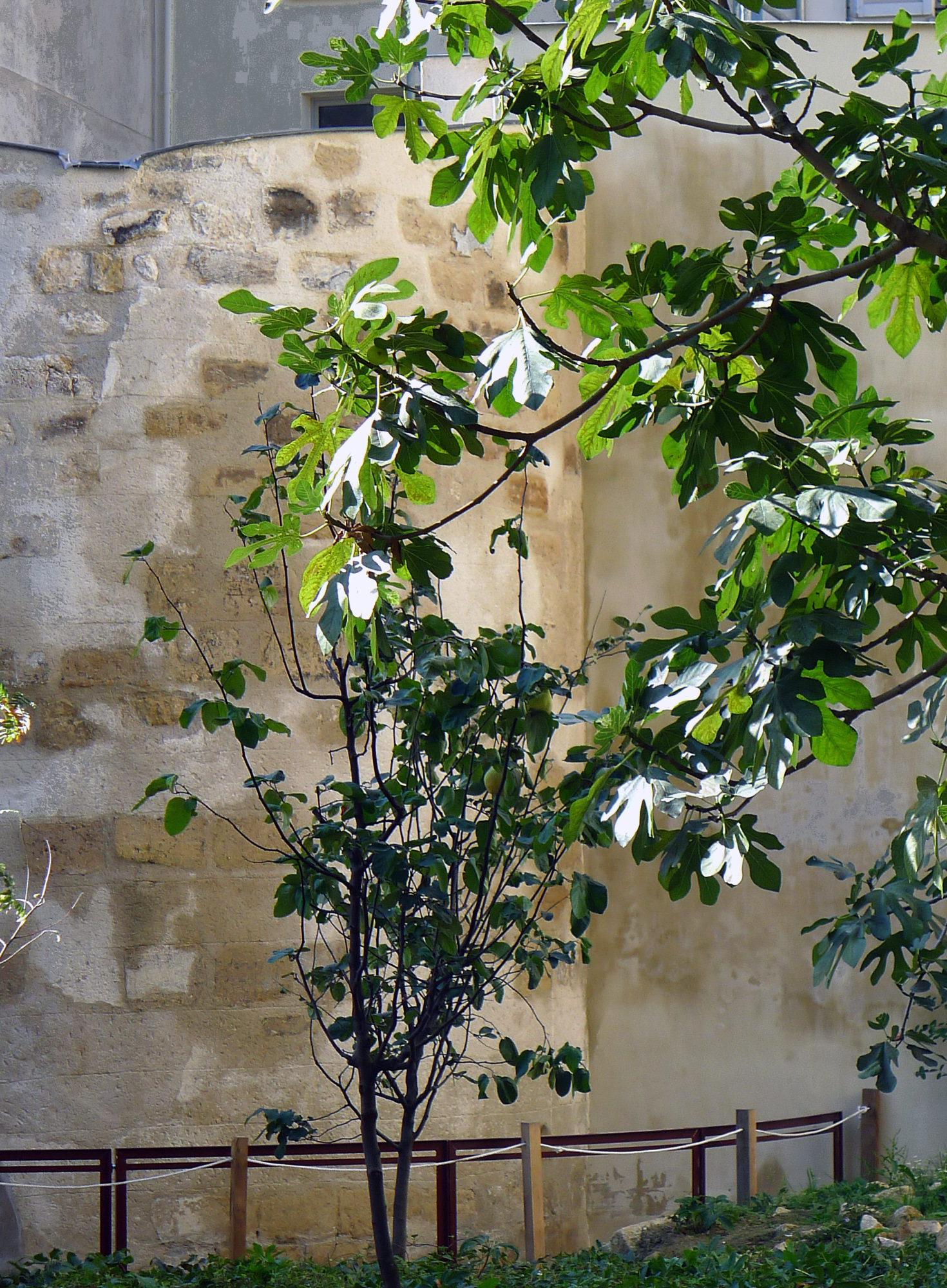
Jardin des Rosiers.

- V arrondissement :
  - 9, 11 rue d'Arras, 38, 40, 42 rue du Cardinal-Lemoine[29]
  - 23, 25, 27 rue d'Arras (ormai rue Jacques-Henri-Lartigue), 48, 50 rue du Cardinal-Lemoine[30]
  - 17, 19 rue du Cardinal-Lemoine, 28 rue des Fossés-Saint-Bernard[31]
  - 30 bis rue du Cardinal-Lemoine, sotto l'ufficio postale di Jussieu: resti dell'arco della cinta di Filippo Augusto che consentivano al Bièvre di passare la cinta per entrare nella città.
  - 45, 47 rue Descartes, 4 rue Thouin, 60 a 68 rue du Cardinal-Lemoine, rue Clovis:[32] tra i numeri 1 e 5 di rue Clovis, è visibile una delle parti meglio conservate della cortina. Tuttavia la parte ove il cammino di ronda originale è praticabile entra in una proprietà privata e non è accessibile al pubblico. Questo cammino di ronda è stato restaurato nel 2010 dalla città di Parigi. Alcune vestigia sono anche visibili ai numeri civici 10, 12 e 16 di rue Thouin.
  - una delle vestigia indirette si trova anche al nº7 bis del boulevard Saint-Germain: un immobile molto stretto realizzato fra due edifici di fattura più classica al posto dell'antica cinta.

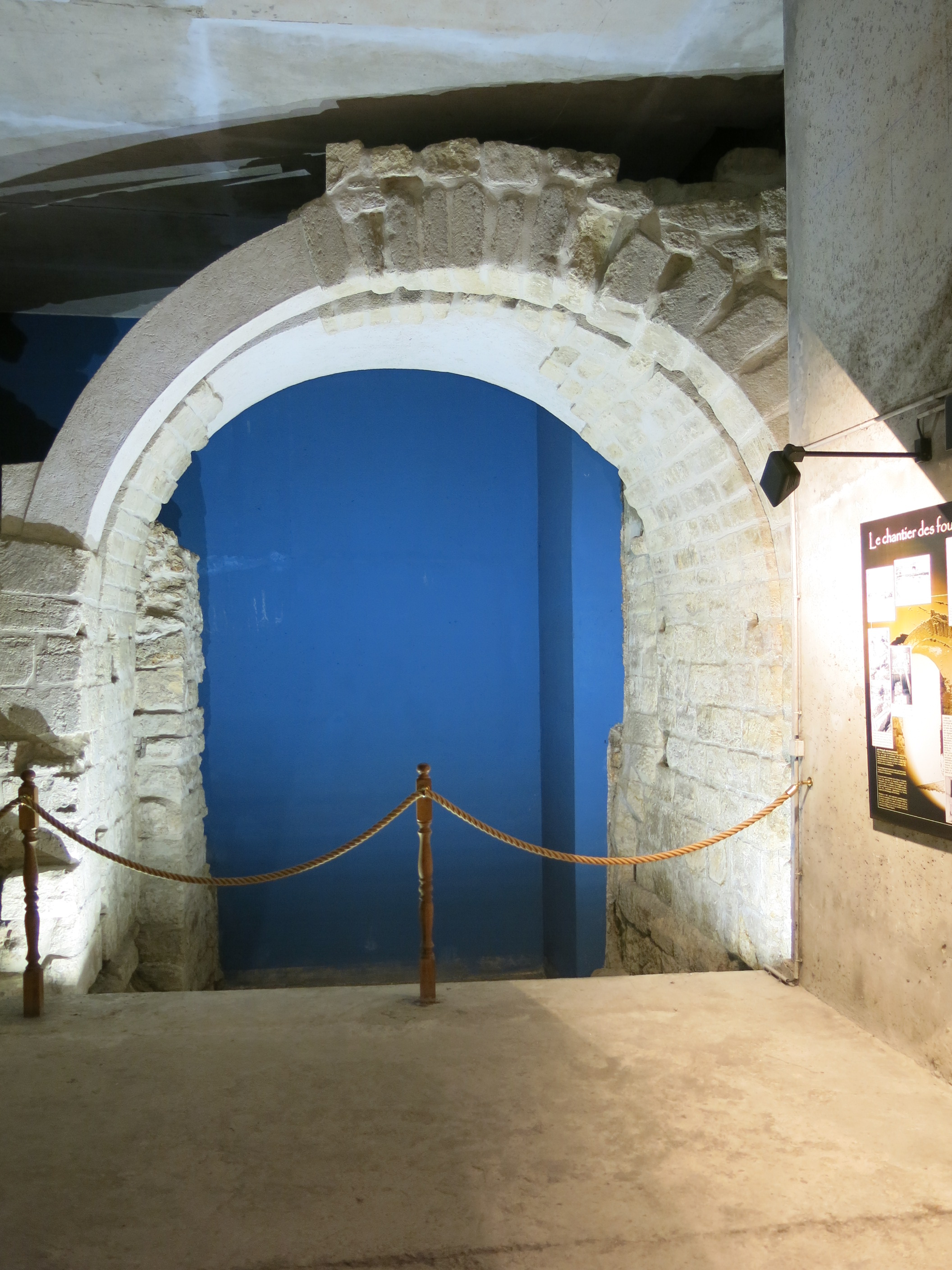
L'arco della Bièvre.
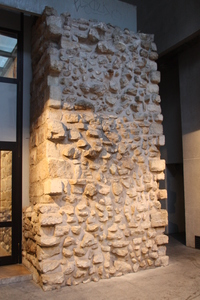
Vestigia all'altezza della caserma dei pompieri della rue du Cardinal-Lemoine.
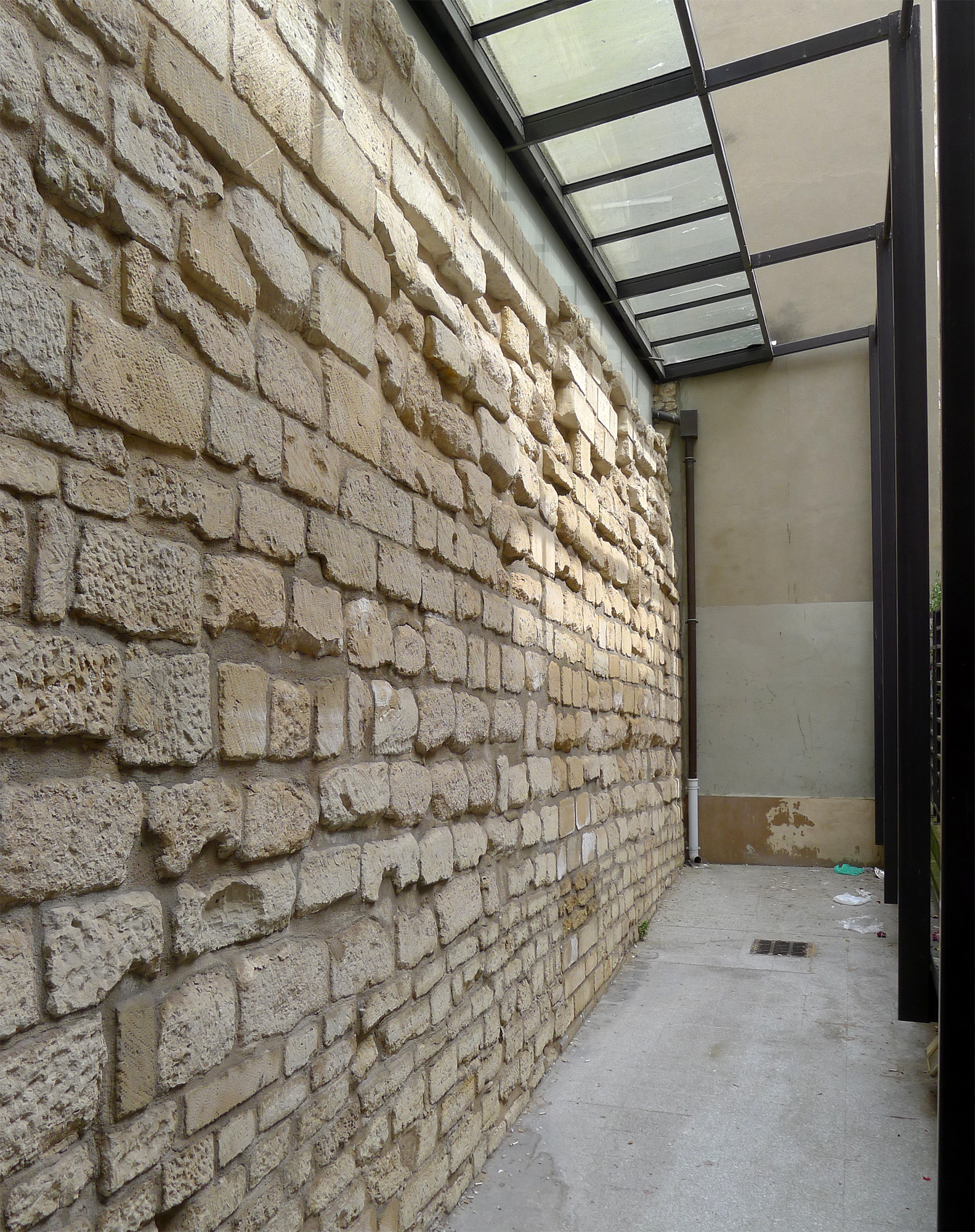
Vestigia di rue Jacques-Henri-Lartigue.
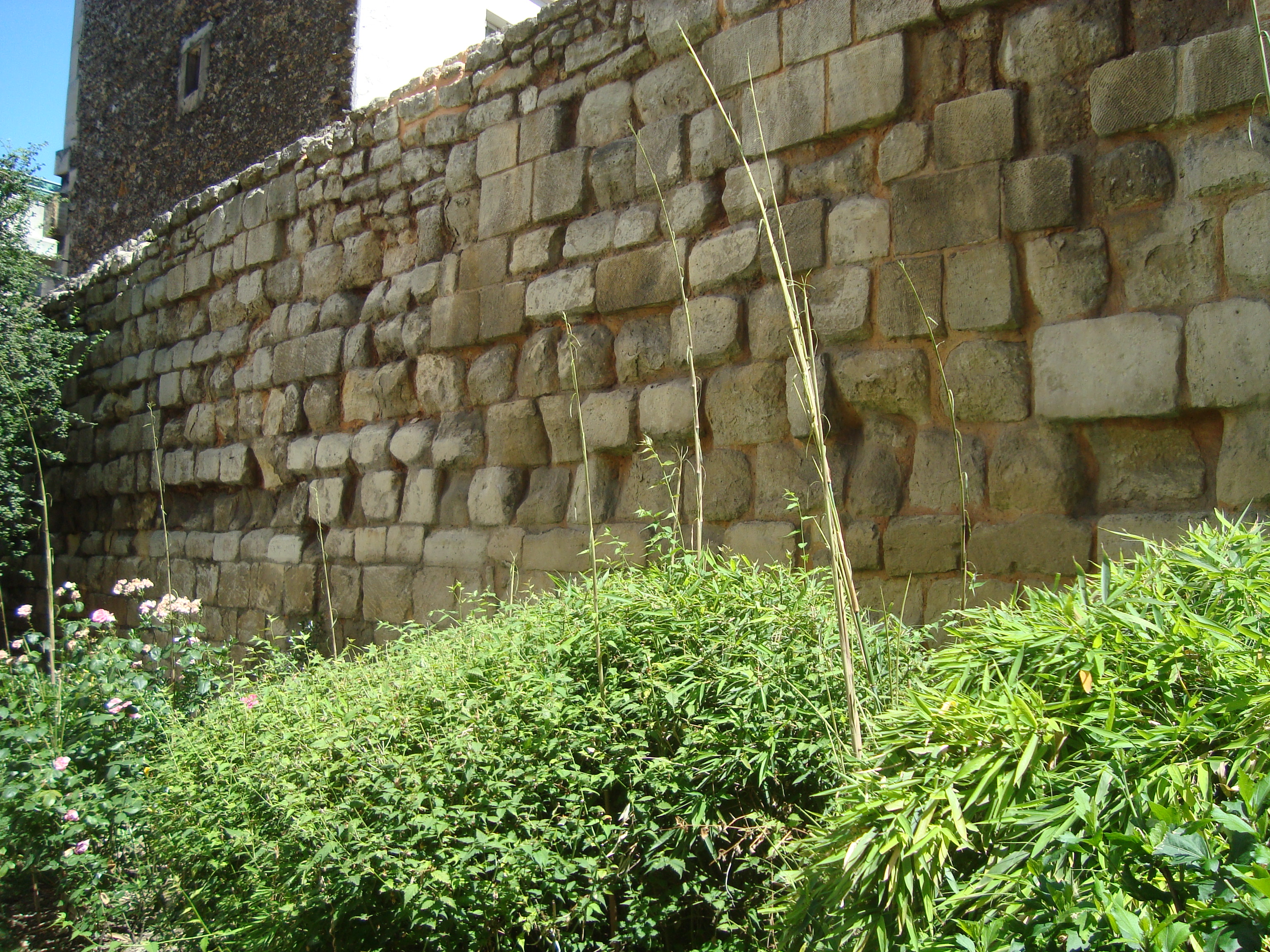
Parte della cortina di rue Clovis, restaurata nel 2010.
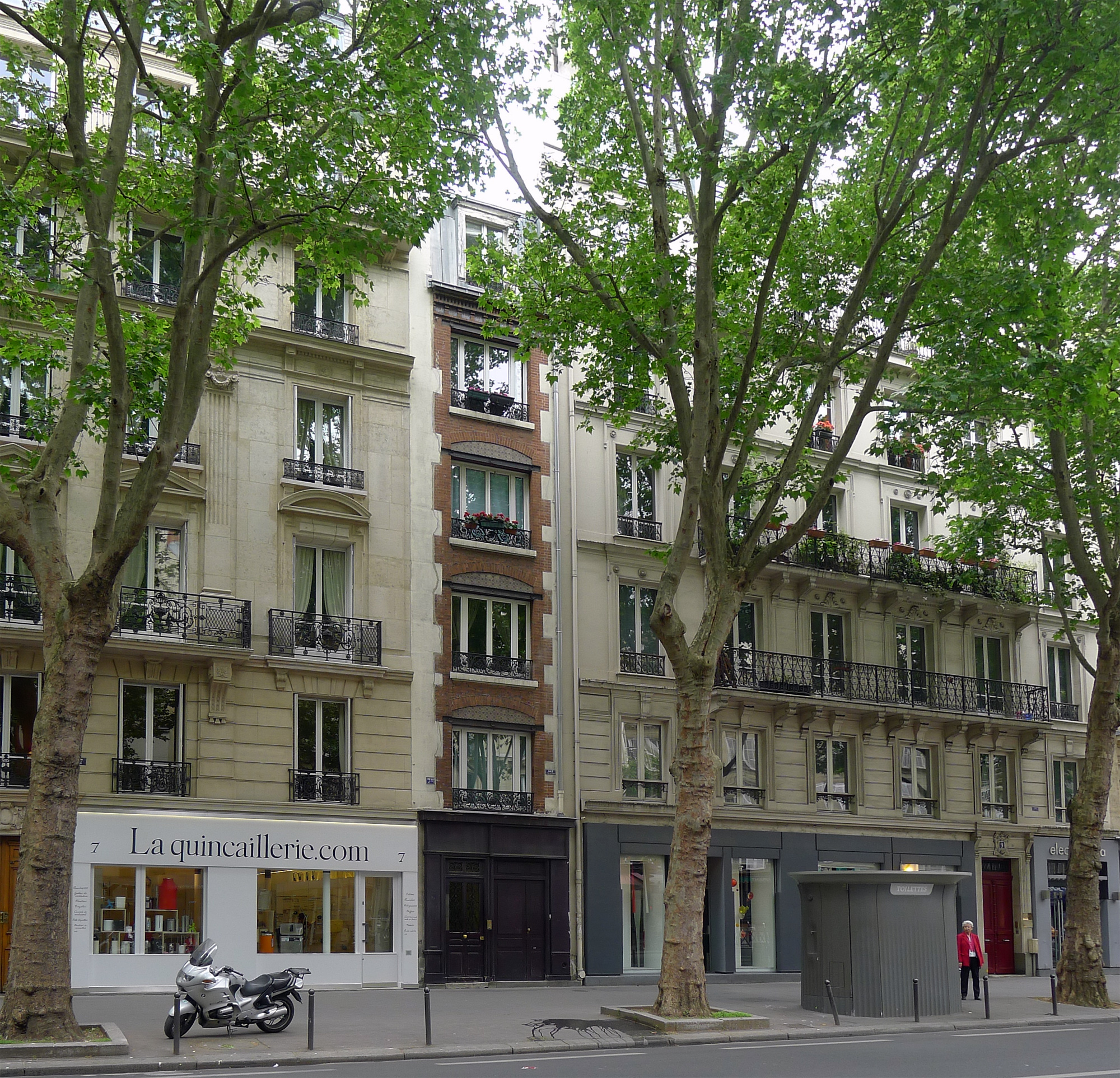
Numero 7 bis di boulevard Saint-Germain.

Rue Thouin
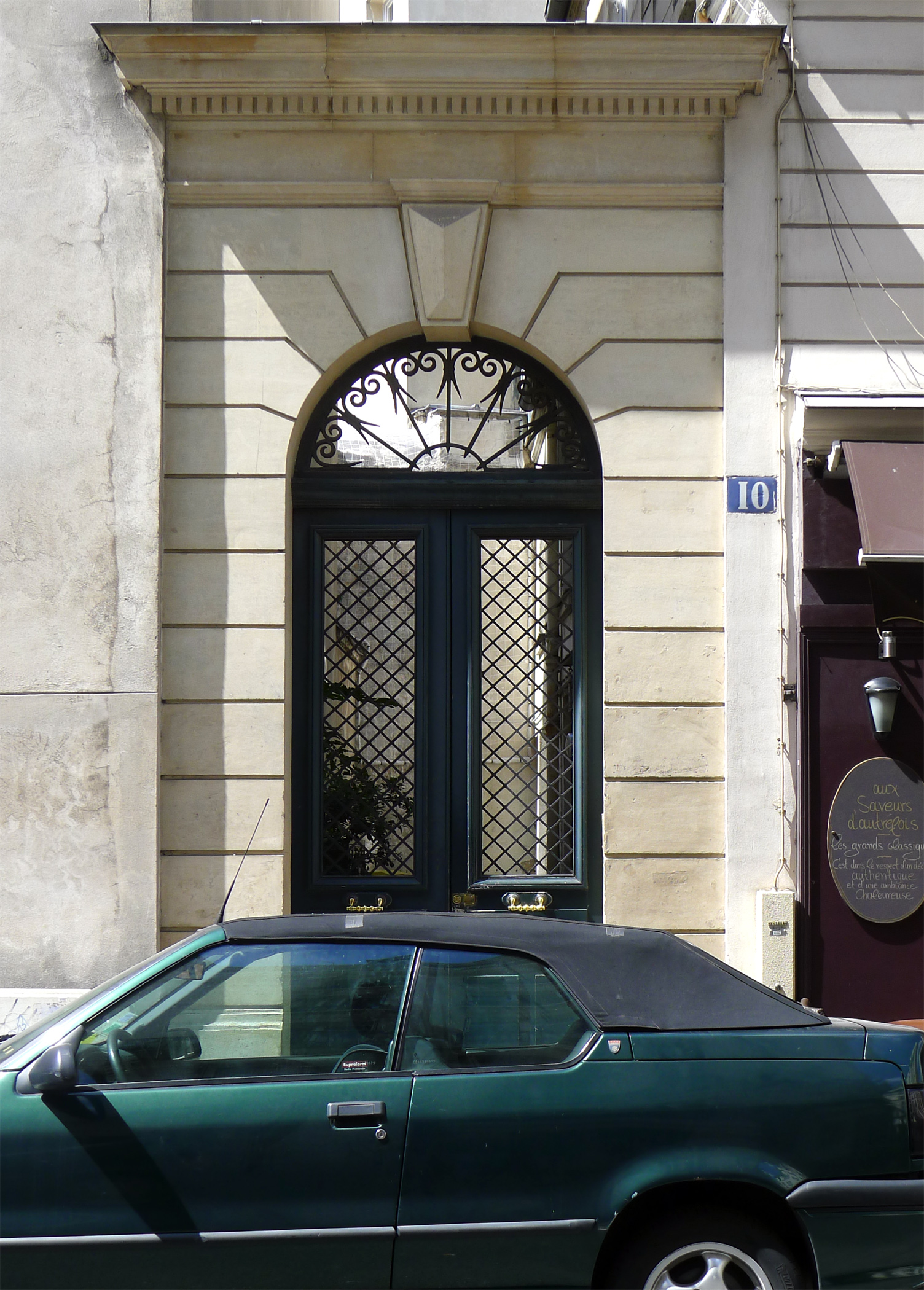
Il numero 10.
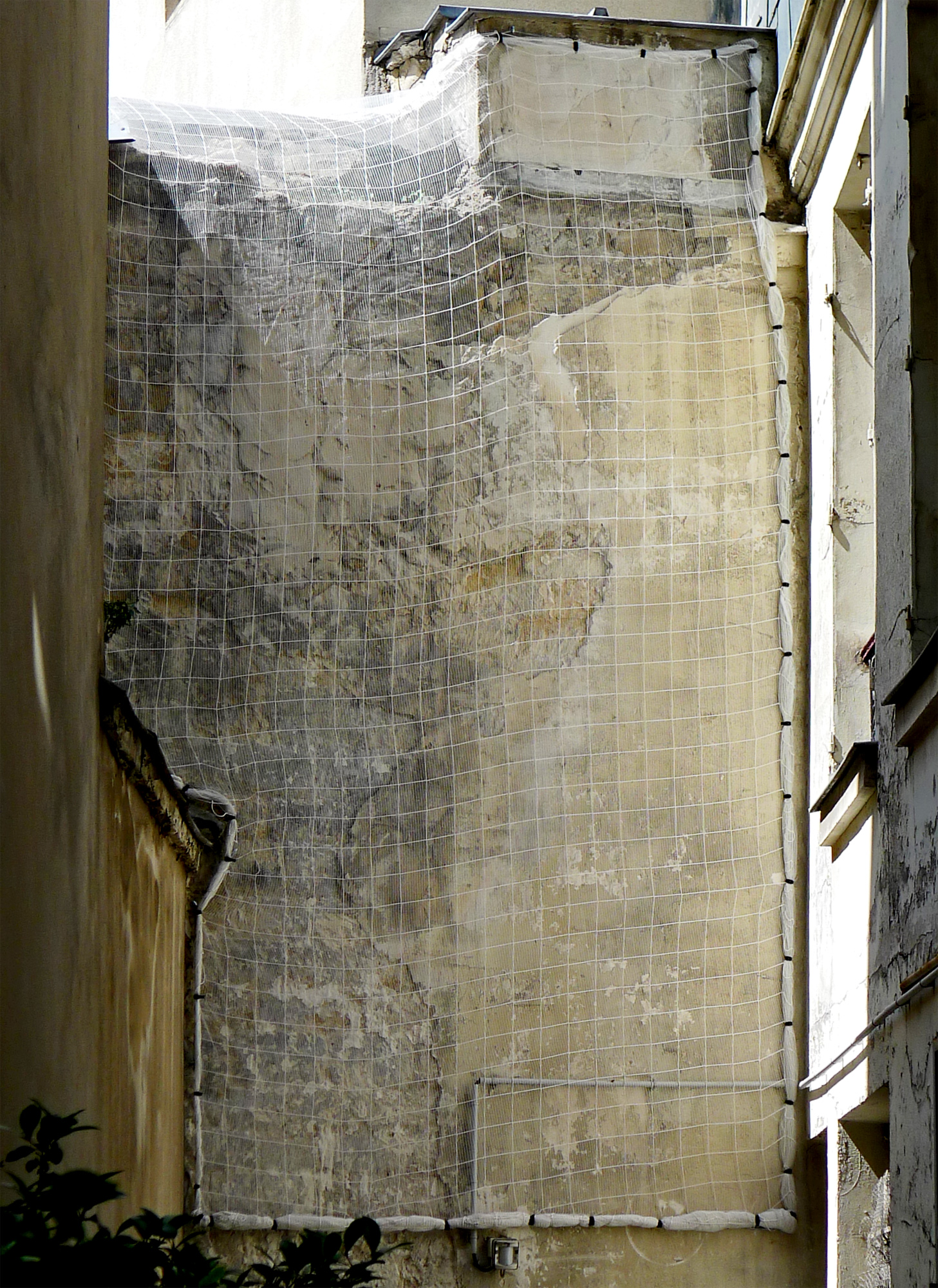
Muro del fondo della corte.
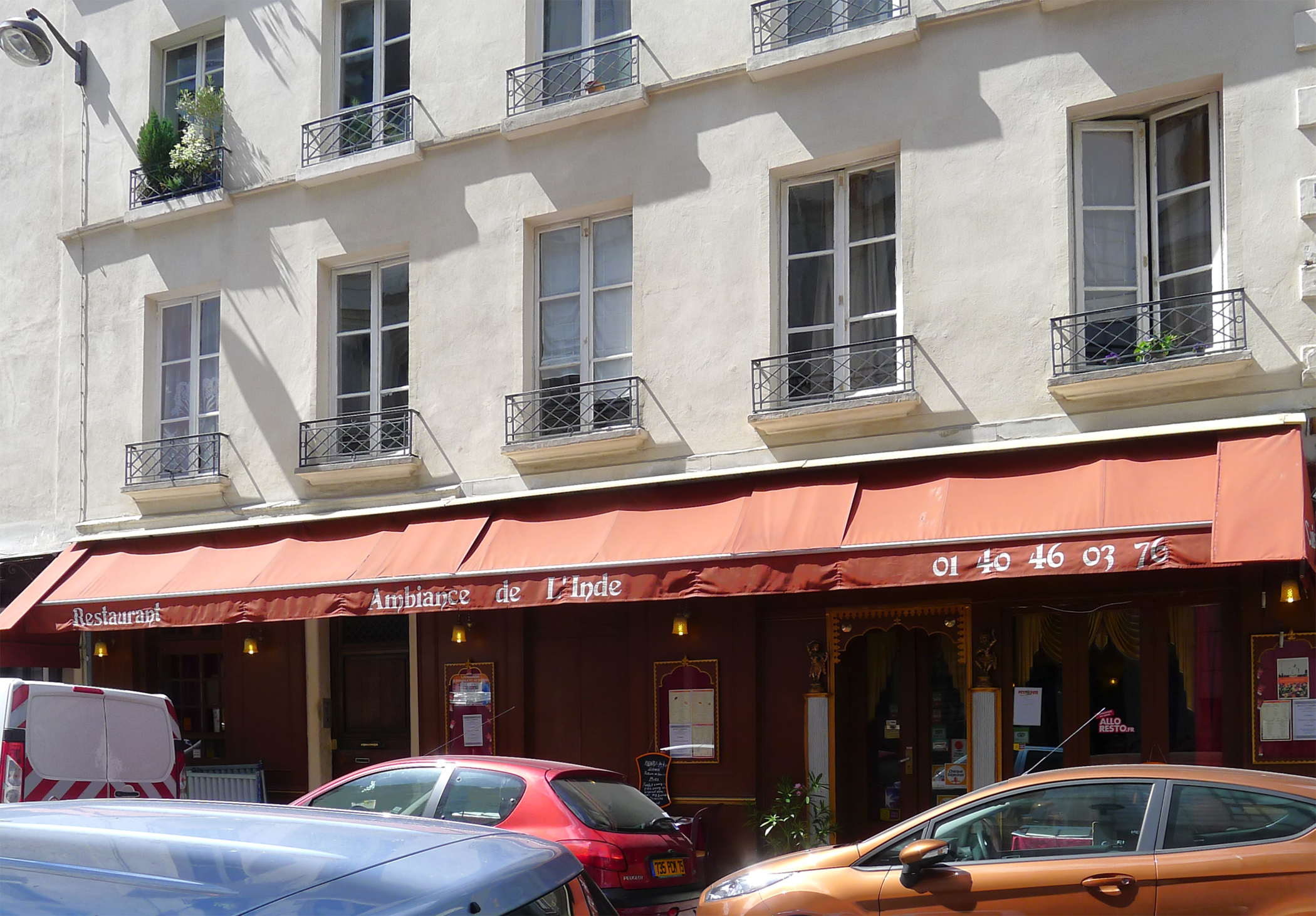
Numero 12: muro interno.
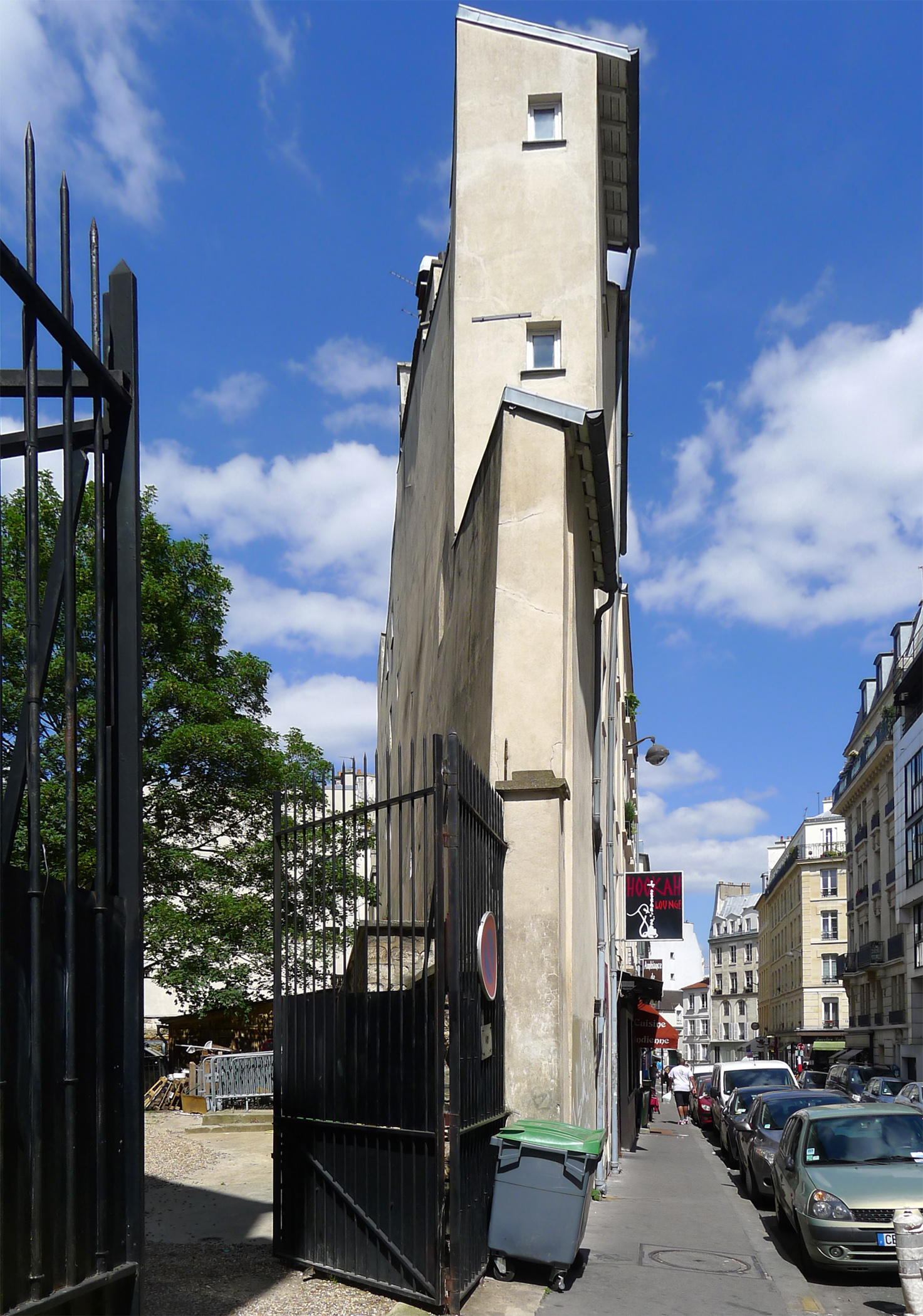
Il numero 16.
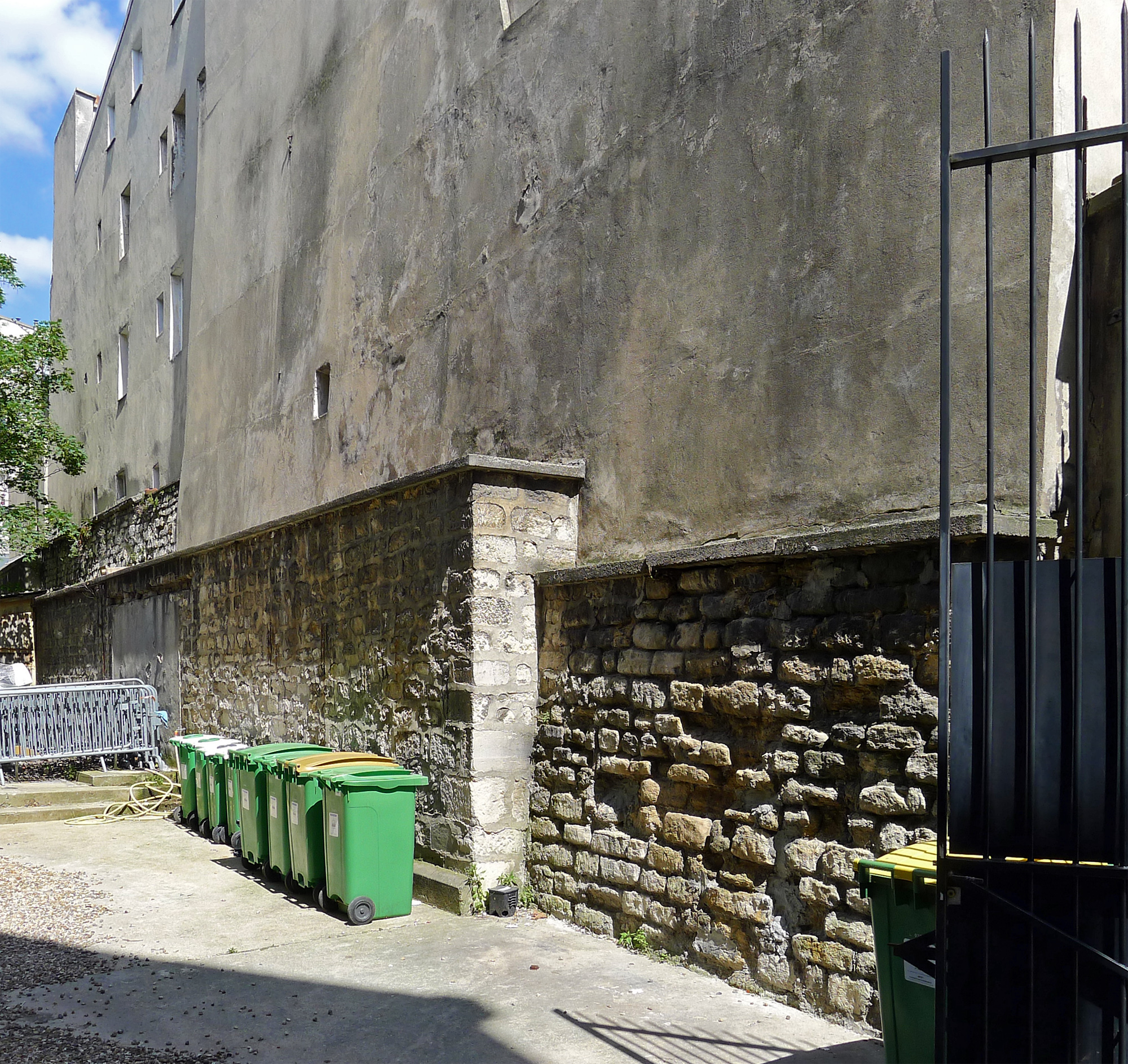
Vestigia addossate al muro a fianco dell'immobile.
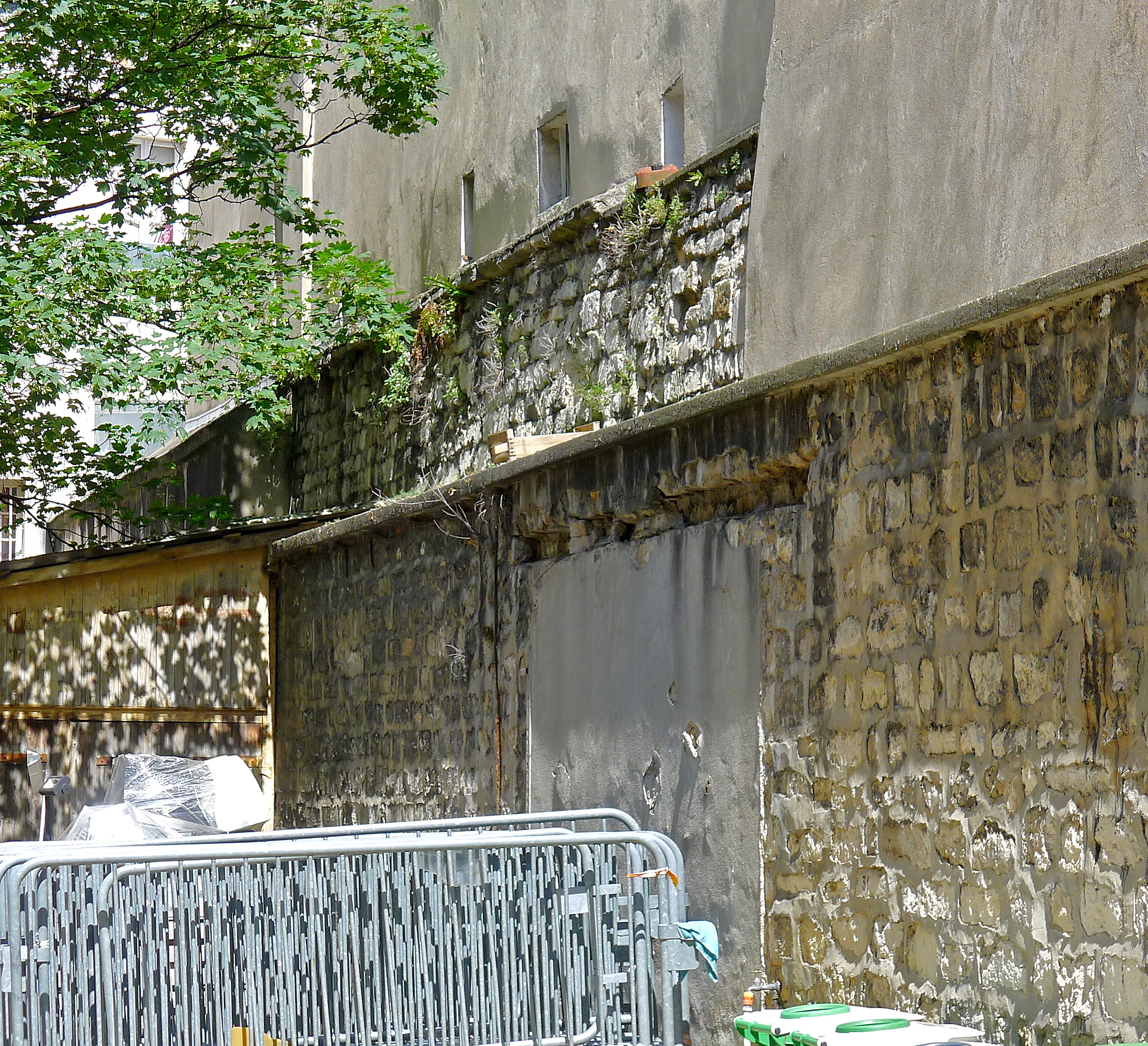
Dettaglio.

- VI arrondissement :
  - Cour du Commerce-Saint-André, cour de Rohan[33]
  - 11 quai de Conti[34]
  - 34 rue Dauphine, passage Dauphine, 35 rue Mazarine[35]
  - 13 rue de Nesle, impasse de Nevers, 27, 29 rue Guénégaud[36]

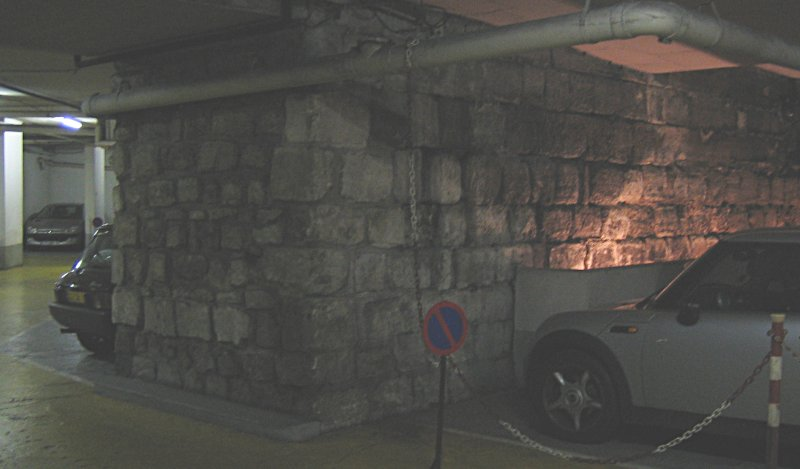
Un resto della cinta di Filippo Augusto nel parcheggio Mazarine, rue de l'Ancienne-Comédie.
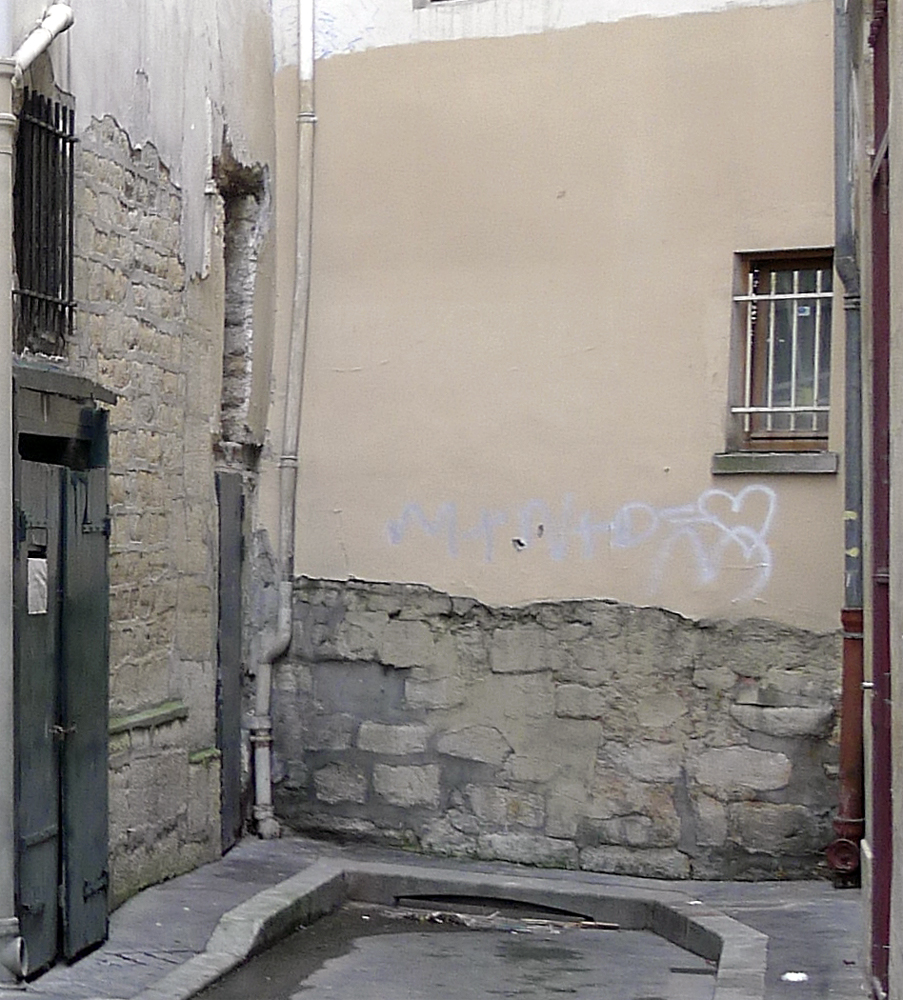
Impasse de Nevers.
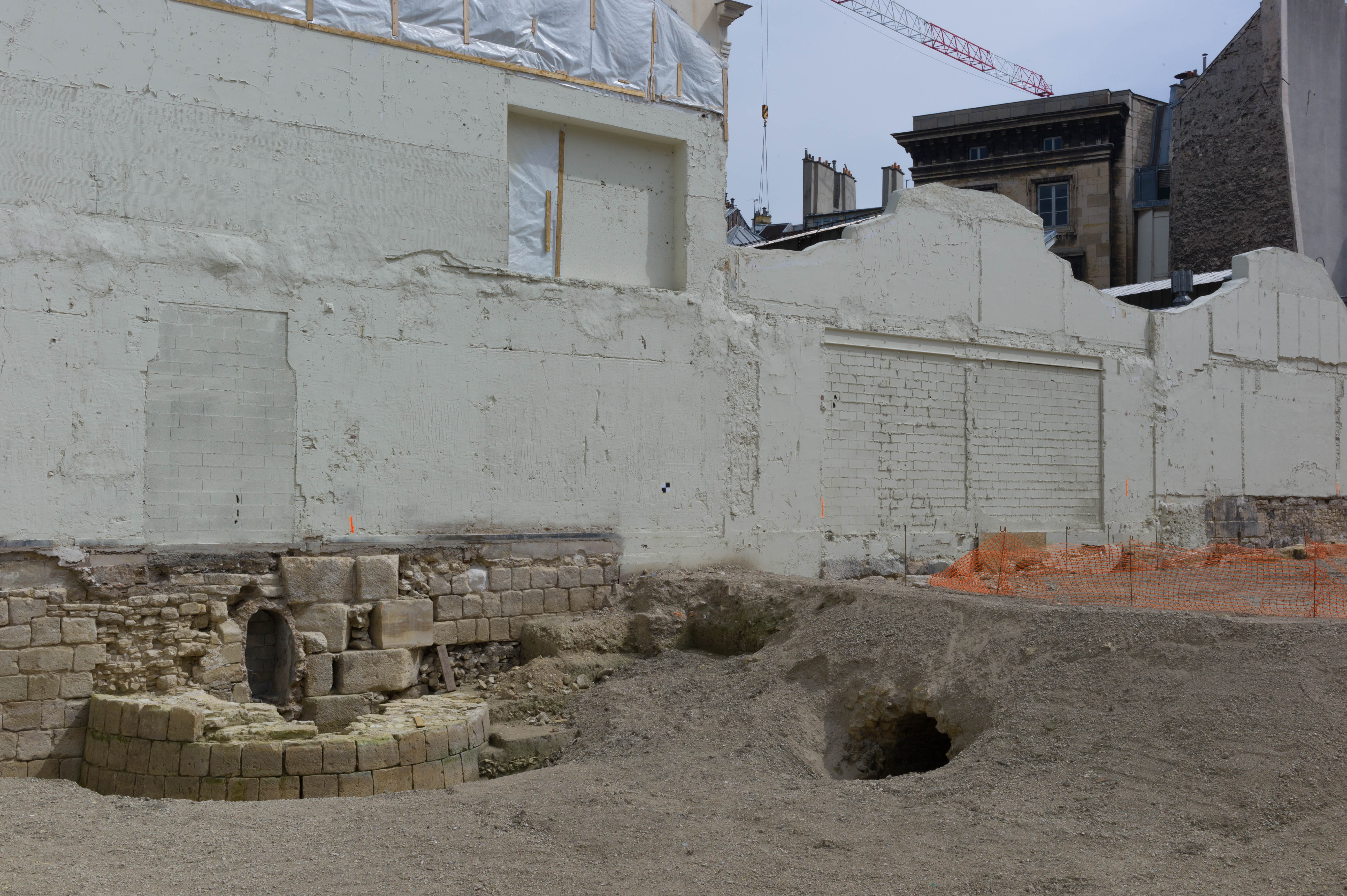
Base d'una torre della cinta di Filippo Augusto, portata alla luce con gli scavi archeologici nell'Institut de France nel 2015, prima della costruzione di un nuovo edificio. La cinta segna il confine fra l'Institut de France et la Monnaie de Paris. Si vede egualmente l'ingresso di una fogna costruita da Louis Le Vau nell'antico fossato della cinta al momento della costruzione del Collegio delle Quattro Nazioni nel XVII secolo[37].